# ديربي تونس العاصمة
ديربي تونس العاصمة (بالفرنسية: Derby tunisois)‏ أو ديربي العاصمة (بالفرنسية: Derby de la Capitale)‏ أو لقاء الأجوار (كما يلقب من بعض المعلقين والإعلاميين) هي المباراة الكبيرة التي تجمع أكبر ناديين في تونس العاصمة وهما الترجي الرياضي التونسي والنادي الإفريقي. كما يوجد ديربي تونس الصغير يجمع أحد هذين الفريقين مع نادي الملعب التونسي. يمثل كل واحد من الفريقين حيا بمدينة تونس، حي باب السويقة بالنسبة للترجي وحي باب الجديد بالنسبة للنادي الإفريقي. يحتل ديربي تونس العاصمة المرتبة الأولى عربيا والثالث أفريقيا.
كانت مقابلات الدربي تدور سابقا في ملعب الشاذلي زويتن، ثم انتقلت إلى الملعب الأولمبي بالمنزه، ومنذ عام 2001 أصبحت تدور في الملعب الأولمبي حمادي العقربي. يلقب عادة الديربي تونس بلقاء الأجوار ذلك لأن كل واحد من الفريقين حيا بمدينة تونس، حي باب السويقة بالنسبة للترجي وحي باب الجديد بالنسبة للنادي الإفريقي. لعبت 194 مباراة إجمالية 36 قبل الاستقلال 132 في الرابطة التونسية المحترفة الأولى 22 في كأس تونس منها 8 مقابلات في الدور النهائي، مبارتان في كأس السوبر التونسي فاز الإفريقي بكلتاهما ومبارتان في كأس الرابطة التونسية المحترفة وفاز الترجي بكلتاهما، لكن الأفضلية واضحة للترجي إذ أنه فاز في 53 مباراة بينما فاز النادي الإفريقي في 32 مقابلة وانتهت 47 مباراة بالتعادل، أما بخصوص الأهداف فقد سجل الترجي 180 هدف وسجل النادي الإفريقي 142 هدف.
يعد طارق ذياب لاعب الترجي الأكثر ظهورا في مقابلات الديربي على مر التاريخ بـ27 مباراة أما الصادق ساسي عتوقة لاعب النادي الإفريقي شارك في 27 ديربي، بالنسبة للهداف فلاعب النادي الإفريقي حسن بعيو يتصدر القائمة بـ9 أهداف يليه لاعب الترجي الشاذلي العويني بـ7 أهداف. كما أن للأجانب نصيب في الديربي إذ يعد الغاني هاريسون أفول أكثر الأجانب مشاركة في الديربي برصيد 13 مباراة، أما لاعبا الترجي الكاميروني جوزيف يانيك ندجيغ والإيفواري كانديا تراوري هما أكثر الأجانب تسجيلا للأهداف برصيد 4 أهداف لكليهما.

## التاريخ

### قبل الاستقلال

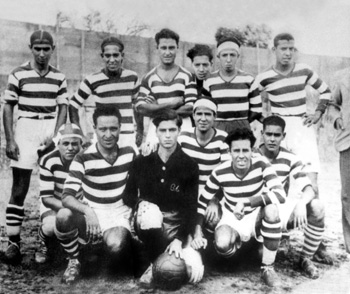
النادي الإفريقي في 1934.

تبدأ المباريات بين النادي الإفريقي والترجي الرياضي التونسي خلال موسم 1923–24، عندما ينضم النادي الإفريقي إلى الترجي في دوري الدرجة الثانية. أول ديربي رسمي، والذي لعب يوم 23 مارس 1924 بأريانة عن الجولة الخامسة من دوري الدرجة الثانية، فاز بها النادي الإفريقي 3–0.في أول مباراة ديربي في كأس تونس، التي لعبت في 10 أكتوبر 1926 في لحساب دور الـ32، فاز به النادي الإفريقي 1–0. في سياق مسابقة كأس تونس، ستة ديربيات لعبت قبل الاستقلال: واحد فاز به النادي الإفريقي في عام 1926، واحد ينتهي بالتعادل وأربعة بفوز الترجي، بما في ذلك اثنان في الدور نصف النهائي، في 1939 و 1948. دخل الفريقان في منافسة مباشرة في ربيع 1933، وهما يلعبان الآن في نفس الدوري، باستثناء موسم واحد، والمنافسة الرياضية والمنافسة بينهما تتغلب على أي رغبة في الاندماج. في هذه الفترة، تُلزم المنافسة، الصور المزورة المقطوعة أو على الأقل الموجهة أو الملاعب بنادي المدينة والأرستقراطي للنادي الأفريقي الراسخ بقوة في معقله باب الجديد، في معارضة له الخصم هو أكثر شعبية والذهاب لتسوية في باب السويقة. إذا تطورت هذه الرؤية من ملامح قادة الناديين، فمن المؤكد أن الأندية لديها عدد أكبر من اللاعبين في صفوفها، ولا يوجد أي أساس يدعم هذا الفرق أو يؤكده. على العكس من ذلك، فإن لاعبي النادي الإفريقي، منذ زمن، لهم أصول اجتماعية وجغرافية متنوعة وهو نفسه بالنسبة لأنصارهم. يلعب كل من النادي الإفريقي والترجي الرياضي التونسي معًا في النخبة من موسم 1937–38، بعد أن ضمن الترجي وصوله إلى دوري الدرجة الأولى في نهاية موسم 1935–36، النادي الإفريقي يحقق الصعود بعد عام. تم إجراء أول ديربي في دوري الدرجة الأولى في 26 سبتمبر 1937، خلال الجولة الثانية من موسم 1937–38، وانتهت بالتعادل 1–1.

### بعد الاستقلال

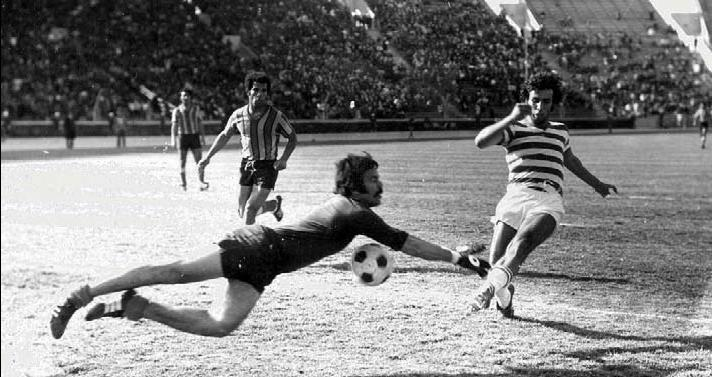
صورة لديربي تونس العاصمة يوم 13 فبراير 1970 إنتهى بفوز النادي الإفريقي 1–0.

في 13 نوفمبر 1955، سجل اللاعب منير القبايلي في الدقيقة 65 الهدف الأول في تاريخ الديربي منذ استقلال البلاد، وزميله رضا المؤدب ضاعف النتيجة في الدقيقة 71 ويسمح لناديه بالفوز على النتيجة 2–0 ضد الترجي الرياضي التونسي، تمت مقاطعة المباراة في الدقيقة 85 عقب انسحاب لاعبي الترجي من الملعب. في عام 1969، التقى الناديان لأول مرة في نهائي كأس تونس، فاز النادي الإفريقي بنتيجة 2–0 بفضل الأهداف التي سجلها عبد الرحمن الرحموني والطاهر الشايبي.
في العام التالي، بينما يتقدم النادي الإفريقي 1–0 في الشوط الأول، قرر لاعبو الترجي عدم العودة إلى الميدان للشوط الثاني بعد ركلة ركنية متنازع عليها من قبل الحكم في الدقيقة 41. تقرر الجامعة التونسية لكرة القدم إعادة المباراة التي شهدت فوز النادي الإفريقي بنتيجة 1–0.

### النادي الإفريقي 5–1 الترجي (َديربي 1985)
ديربي 5 مايو 1985. لعب في الملعب الأولمبي بالمنزه، يعتقد أنصار الترجي الرياضي التونسي، الذين جاؤو بأعداد غفيرة لتشجيع فريقهم، أن ناديهم انتقم من النادي الإفريقي وأنهى سلسلة من أربع مباريات دون انتصارات (تعادلتان وهزيمتان)، لكن اللقاء تحول إلى إذلال. عاد لاعبو فريق أندري ناجي في الدقيقة الثالثة من المباراة بهدف أول أحرزه خالد التواتي على ركلة حرة تفاوض عليها مع لسعد العبدلي. في نهاية الشوط الأول، عاد التواتي نفسه لتسجيل الهدف الثاني للنادي الإفريقي. بعد إعادة التشغيل، ضاعف اللاعب لسعد العبدلي النتيجة في الدقيقة 48، قبل أن يضيف منير المطوي الهدف الرابع في الدقيقة 69 ومحمد الهادي البياري في الدقيقة 80 النقطة المؤدية إلى النتيجة 5–0. الترجي الغائب تقريبًا قد أضاع ركلة جزاء التي نفذها نبيل معلول، في حين أن هدف بسام الجريدي في الدقيقة 88 لم يكن له قيمة وفاز النادي الإفريقي 5–1 بفارق 4 أهداف ولا تزال ليومنا أكبر نتيجة على الإطلاق

### الترجي 4–0 النادي الإفريقي (ديربي 1994)
20 نوفمبر 1994، مدارج المنزه تعجّ بالجماهير، لم يتبقّى أيّ مكان شاغر، والكلّ يتابع بلهفة المباراة. بعد 11 دقيقة فقط من انطلاق اللقاء، افتتح الهادي بالرّخيصة شريط الأهداف للترجي مسجلا هدفا جميلا في مرمى عادل الهمامي. و قبيْل نهاية الشوط الأول بلحظات، ضاعف العيادي الحمروني، الجوهرة السمراء النتيجة لأبناء باب سويقة ليترجم سيطرة الفريق الذي كان يدرّبه فوزي البنزرتي في تلك الحقبة التاريخية. و سجّل الهادي بالرّخيصة الهدف الثالث في الدقيقة 53 قبل أنْ يختتم طارق ثابت شريط الأهداف بهدف رابع في الدقيقة 65. و كانت المفاجأة الكبرى حين انتهى اللقاء في دقيقته السبعين. حيث أنّ لاعبي النادي الافريقي تحصّلوا فلى أربع إقصاء ات لكل من لطفي المحايصي، محمد الحمروني، محرز بن علي وعلي بلخير الذي لم يلعب سوى دقائق معدودات. و بذلك أوقف الحكم المباراة لعدم توفر الرصيد القانوني للّاعبين بالنسبة لفريق باب الجديد. و منذ ذلك الحين سمّي هذا الدبربي «ديربي الهربة» حيث أنّ جماهير الترجي تطالب إلى يومنا هذا باسترداد العشرين الدقيقة معتبرين أن المنافس تعمّد الهروب لكي لا يتكبّد أهدافا أخرى ولكي لا تصبح الهزيمة شنيعة أكثر.

### رباعية أخرى للترجي في ديربي 1999
في 23 مايو 1999، فاز فريق الترجي الرياضي على النادي الافريقي بأربعة أهداف نظيفة.

### سنوات 2000–2010
في 1 مايو 2005، كان الترجي مع موعد آخر للتاريخ، الدور النصف النهائي من كأس تونس لكرة القدم 2004–05 لعب في ملعب 7 نوفمبر (ملعب رادس حاليا) كالعادة دون مقاعد شاغرة فاز مرة أخرى 4–0 بفضل هدفي البرازيلي ماركوس روبرتو بيريرا دوس سانتوس في الدقائق 14 و 18 وهدف كمال زعيم من ضربة جزاء في الدقيقة 31 وهدف رابع في آخر المباراة من أقدام عصام جمعة في الدقيقة 87، تأهل الترجي للنهائي لكنه خسر اللقب ضد الترجي الرياضي الجرجيسي 2–0.
في 17 أبريل 2005، لعب لديربي في إطار بطولة الرابطة المحترفة الأولى ولأول مرة في الديربي يكون أحد الأهداف بنيران صديقة، سجل الهدف الأول درامان تراوريه في الدقيقة 31 للترجي، وسجل معين الشعباني هدف في شباك فريقه في الدقيقة 23، وأضاف سلامة القصداوي النتيجة في الدقيقة 45 للإفريقي، وعاد الشعباني نفسه ليسجل هدف هذه المرة للترجي في الدقيقة 87 وتنتهي المباراة 2–2.
في 25 سبتمبر 2005، مباراة ديربي لحساب الرابطة المحترفة الأولى لعبت في الملعب الأولمبي حمادي العقربي فاز الترجي بنتيجة 2–0 بفض أهداف العربي جابر في الدقيقة 49 وهدف أمين اللطيفي في الدقيقة 83.
في 12 مايو 2006، في المباراة النهائية لبطولة كأس تونس لكرة القدم بعد صراع طويل دام 120 دقيقة على نتيجة 2–2 بأهداف مايكل إنرامو في الدقيقة 8، كمال زعيم في الدقيقة 31 من ضربة جزاء بالنسبة للترجي وأهداف برهان غنام وأنيس العياري في الدقيقة 73، فاز الترجي الرياضي التونسي بركلات الترجيح 5–4 بعد أن أضاع الأسعد الورتاني الركلة الأخيرة.
في 20 يناير 2007، بعد تسع سنوات دون فوز في ديربي العاصمة 11 خسارة و 6 تعادلات للنادي الإفريقي، فاز بهدف في الدقيقة 87 بأقدام موسى بوكونغ. في 1 مايو 2010، وللمرة الأولى في الدوري، يتم لعب الديربي خلف الأبواب المغلقة إنتهت المباراة على نتيجة 0–0.
في 9 نوفمبر 2008، مباراة ديربي لحساب الرابطة المحترفة الأولى لعبت في الملعب الأولمبي حمادي العقربي، إنتهت بالتعادل 2–2، سجلت جميع الأهداف في الشوط الأول، رغم تقدم النادي الإفريقي بهدفين من أقدام التوغولي فنسنت تشالا في الدقائق 15 و 18 إلا أن الترجي سجل هدف التقدم عن طريق ضربة جزاء بإمضاء النيجيري مايكل إنرامو في الدقيقة 22 وسجل أسامة الدراجي هدف التعادل في الدقيقة 28.
في 1 مارس 2009، مباراة ديربي لحساب الرابطة المحترفة الأولى لعبت في الملعب الأولمبي حمادي العقربي، فاز النادي الإفريقي بنتيجة 3–0، سجل زهير الذوادي الهدف الأول في الدقيقة 27، الهدف الثاني عن طريق ركلة جزاء نفذها أسامة السلامي، وعاد السلامي نفسه ليسجل هدف ثالث من خارج منطقة الجزاء.
في 21 نوفمبر 2010، آخر مباراة ديربي في زمن الرئيس زين العابدين بن علي، مباراة ديربي لحساب الرابطة المحترفة الأولى لعبت في الملعب الأولمبي حمادي العقربي بحضور 60 ألف متفرج، إنتهت بالتعادل 2–2، سجل النيجيري مايكل إنرامو الهدف الأول في الدقيقة 24 عن طريق ركلة جزاء، زهير الذوادي يسجل هدف التعادل في الدقيقة 29، كريم العواضي يقلب الطاولة لصالح الإفريقي بهدف في الدقيقة 84، ويعود وليد الهيشري ليسجل هدف التعادل في آخر أنفاس المباراة.

### بعد الثورة التونسية (2011–الآن)

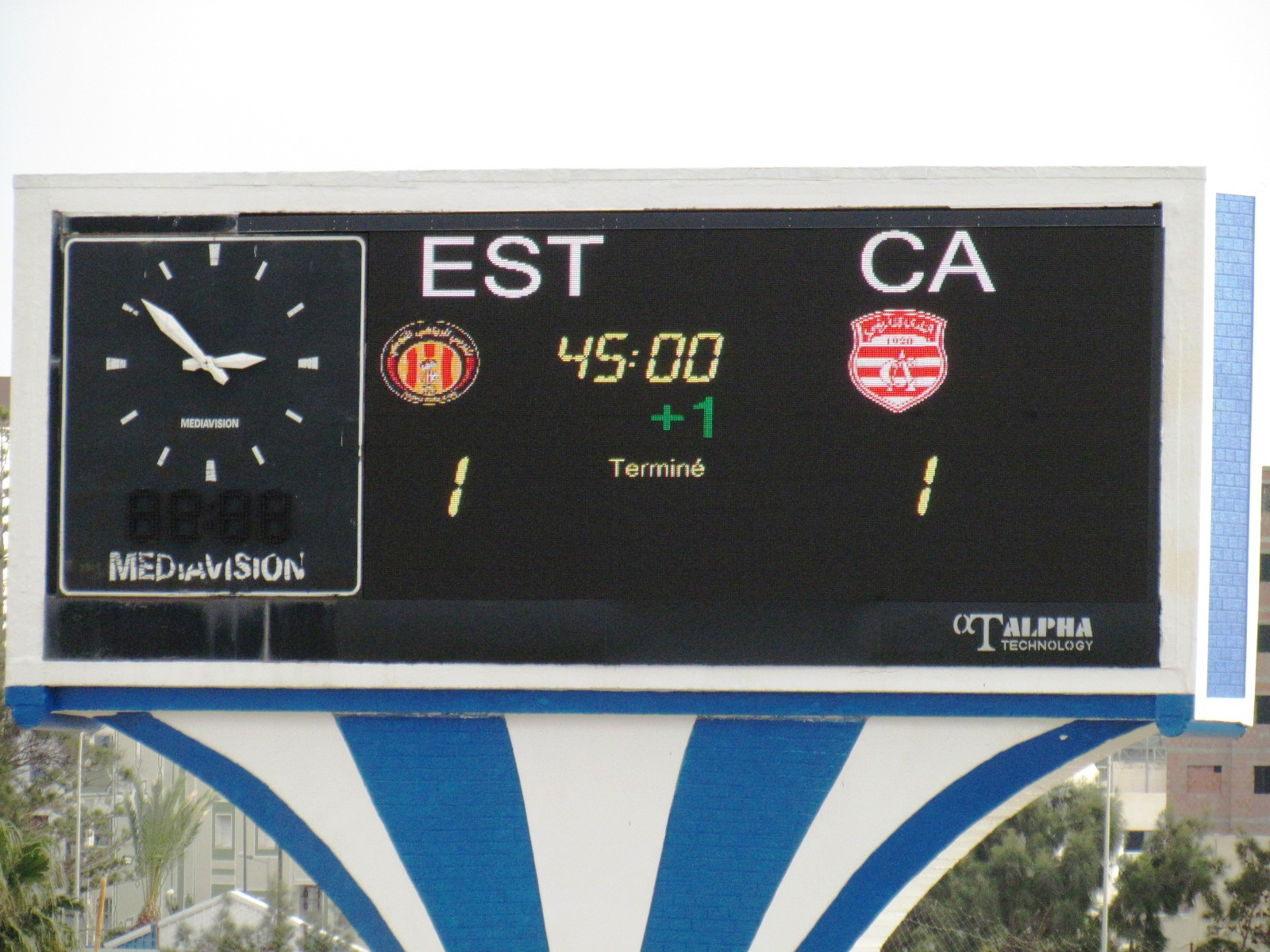
نتيجة الديربي على لوحة ملعب مصطفى بن جنات في المنستير.

في 24 ديسمبر 2014 مباراة ديربي نارية رغم انتهائها بالتعادل 2–2 أداره الحكم التونسي ياسين حروش سجل الجزائري عبد المؤمن جابو الهدف الأول في الدقيقة 15 و رغم محاولات العودة للمباراة من قبل لاعبي الترجي إلا أن تيجاني بالعيد يضاعف النتيجة في الدقيقة 56 بعد تمريرة حاسمة من صابر خليفة، و لكن تغيرت مجريات المباراة ضربة جزاء تحتسب للترجي ينفذها الكاميروني جوزيف يانيك ندجينغ تصتدم الكرة بالعارضة وترتد لتعود لنفس اللاعب وتدخل الكرة الشباك ولكن لم يحتسب الهدف بداعي التسلل. و لكن في العشر الدقائق الأخيرة تعود المباراة لنقطة الصفر بالتحديد في الدقيقة 81 يسجل جوزيف يانيك ندجينغ هدف التذليل بعد خطأ دفاعي فادح من لاعبي النادي الأفريقي. و يعود نفس اللاعب يانيك ندجينغ ليسجل هدف التعادل في الدقيقة 87 لتشتعل مدرجات الملعب الأولمبي حمادي العقربي و تنتهي المباراة بنتيجة 2–2.
في 12 مايو 2015، لعب ديربي الإياب للبطولة، مباراة حاسمة لفصل ناديي العاصمة من جهة والنجم الرياضي الساحلي من ناحية أخرى، تم تسميته ديربي القرن من قبل بعض وسائل الإعلام التونسية، تنتهي المباراة بفوز النادي الإفريقي 1–0 بفضل هدف عماد المنياوي في الدقيقة 42 وهو بطل الموسم لاحقا.
في 9 يونيو 2019 وللمرة الأولى في تاريخ ديربي، يلعب خارج العاصمة في المنستير بسبب إغلاق الملعب الأولمبي حمادي العقربي بسبب الصيانة، فاز الترجي 2–1 بفضل هدفي طه ياسين الخنيسي في الدقيقة 16 و 56 وهدف ياسين الشماخي في الدقيقة 27.

## ما يتعلق بالديربي

### ملعب الديربي
| تونس                                                                                               | المنزه                  | رادس                          |
| -------------------------------------------------------------------------------------------------- | ----------------------- | ----------------------------- |
| ملعب الشاذلي زويتن                                                                                 | الملعب الأولمبي بالمنزه | الملعب الأولمبي حمادي العقربي |
| 000 22                                                                                             | 000 45                  | 000 60                        |
| |                         |                               |
| الملعب الأولمبي حمادي العقربي الملعب الأولمبي بالمنزه ملعب الشاذلي زويتنديربي تونس العاصمة (Tunis) |                         |                               |

### الثقافة الشعبية
لديربي تونس العاصمة قاعدة جماهيرية مهوولة في تونس خاصة في العاصمة وإقليم تونس الكبري إذ يلقب محب النادي الإفريقي بكلوبيست (بالفرنسية:clubiste) و يلقب محب الترجي الرياضي بالمكشخ. يتم التحضير لمباراة الديربي منذ عدة أسابيع من أجل تحضير الأعلام والدخلات والتي تتمثل في صور كاليغرافية عملاقة.توضع على المدرجات الشمالية والجنوبية لملعب رادس
قبل الثورة التونسية مباريات الديربي كانت يؤازرها جماهير القريقين إبان الثورة وبقرار صادر عن الجامعة التونسية لكرة القدم يجب أن يؤازر المباراة جمهور واحد من كل فريق يعني مباراة ديربي بجمهور الترجي وبدون جمهور النادي الإفريقي و العكس بالعكس في المباراة التالية ولكن في نهائي كأس تونس 2016 تم دعوة كلا الجمهورين للمباراة وكانت من أعظم مباريات الديربي التي جرت في تاريخ كرة القدم التونسية.

## المواجهات في جميع المسابقات
المفتاح:   فوز الترجي الرياضي التونسي    التعادل    فوز النادي الإفريقي 
المصدر:

### قبل الاستقلال
| الموسم  | المضيف                       | النتيجة                      | الضيف                        | الملعب                       |
| ------- | ---------------------------- | ---------------------------- | ---------------------------- | ---------------------------- |
| 1923–24 | الترجي الرياضي التونسي       | 0 – 3                        | النادي الإفريقي              | الملعب البلدي بأريانة        |
| 1923–24 | النادي الإفريقي              | 0 – 3                        | الترجي الرياضي التونسي       | الملعب البلدي بأريانة        |
| 1924–25 | الفريقيان في أقسام مختلفة    | الفريقيان في أقسام مختلفة    | الفريقيان في أقسام مختلفة    | الفريقيان في أقسام مختلفة    |
| 1925–26 | النادي الإفريقي              | 4 – 1                        | الترجي الرياضي التونسي       | الملعب البلدي بأريانة        |
| 1926–27 | النادي الإفريقي              | 1 – 1                        | الترجي الرياضي التونسي       | الملعب البلدي بأريانة        |
| 1926–27 | الترجي الرياضي التونسي       | 1 – 1                        | النادي الإفريقي              | الملعب البلدي بأريانة        |
| 1927–28 | الترجي الرياضي التونسي       | 2 – 0                        | النادي الإفريقي              | الملعب البلدي بأريانة        |
| 1927–28 | النادي الإفريقي              | 0 – 2                        | الترجي الرياضي التونسي       | الملعب البلدي بأريانة        |
| 1928–32 | الفريقيان في أقسام مختلفة    | الفريقيان في أقسام مختلفة    | الفريقيان في أقسام مختلفة    | الفريقيان في أقسام مختلفة    |
| 1932–33 | الترجي الرياضي التونسي       | 1 – 1                        | النادي الإفريقي              | الملعب البلدي بأريانة        |
| 1932–33 | النادي الإفريقي              | 0 – 2                        | الترجي الرياضي التونسي       | الملعب البلدي بأريانة        |
| 1933–34 | الترجي الرياضي التونسي       | 2 – 1                        | النادي الإفريقي              | الملعب البلدي بأريانة        |
| 1933–34 | النادي الإفريقي              | 0 – 2                        | الترجي الرياضي التونسي       | الملعب البلدي بأريانة        |
| 1934–35 | الترجي الرياضي التونسي       | 0 – 2                        | النادي الإفريقي              | الملعب البلدي بأريانة        |
| 1934–35 | النادي الإفريقي              | 0 – 0                        | الترجي الرياضي التونسي       | الملعب البلدي بأريانة        |
| 1935–36 | النادي الإفريقي              | 0 – 2                        | الترجي الرياضي التونسي       | الملعب البلدي بأريانة        |
| 1935–36 | الترجي الرياضي التونسي       | 2 – 1                        | النادي الإفريقي              | الملعب البلدي بأريانة        |
| 1936–37 | الفريقيان في أقسام مختلفة    | الفريقيان في أقسام مختلفة    | الفريقيان في أقسام مختلفة    | الفريقيان في أقسام مختلفة    |
| 1937–38 | النادي الإفريقي              | 1 – 1                        | الترجي الرياضي التونسي       | الملعب البلدي بأريانة        |
| 1937–38 | الترجي الرياضي التونسي       | 1 – 1                        | النادي الإفريقي              | الملعب البلدي بأريانة        |
| 1938–39 | النادي الإفريقي              | 1 – 0                        | الترجي الرياضي التونسي       | الملعب البلدي بأريانة        |
| 1938–39 | الترجي الرياضي التونسي       | 1 – 1                        | النادي الإفريقي              | الملعب البلدي بأريانة        |
| 1939–40 | لا يوجد بطولة                | لا يوجد بطولة                | لا يوجد بطولة                | لا يوجد بطولة                |
| 1940–41 | لا يوجد بطولة                | لا يوجد بطولة                | لا يوجد بطولة                | لا يوجد بطولة                |
| 1941–42 | الترجي الرياضي التونسي       | 1 – 0                        | النادي الإفريقي              | ملعب الشاذلي زويتن           |
| 1941–42 | النادي الإفريقي              | 2 – 4                        | الترجي الرياضي التونسي       | ملعب الشاذلي زويتن           |
| 1945–44 | لا يوجد بطولة                | لا يوجد بطولة                | لا يوجد بطولة                | لا يوجد بطولة                |
| 1946–47 | الترجي الرياضي التونسي       | 1 – 1                        | النادي الإفريقي              | ملعب الشاذلي زويتن           |
| 1946–47 | النادي الإفريقي              | 0 – 0                        | الترجي الرياضي التونسي       | ملعب الشاذلي زويتن           |
| 1947–48 | الترجي الرياضي التونسي       | 0 – 2                        | النادي الإفريقي              | ملعب الشاذلي زويتن           |
| 1947–48 | النادي الإفريقي              | 1 – 0                        | الترجي الرياضي التونسي       | ملعب الشاذلي زويتن           |
| 1948–49 | النادي الإفريقي              | 3 – 4                        | الترجي الرياضي التونسي       | ملعب الشاذلي زويتن           |
| 1948–49 | الترجي الرياضي التونسي       | 1 – 3                        | النادي الإفريقي              | ملعب الشاذلي زويتن           |
| 1949–50 | الترجي الرياضي التونسي       | 0 – 0                        | النادي الإفريقي              | ملعب الشاذلي زويتن           |
| 1949–50 | النادي الإفريقي              | 1 – 0                        | الترجي الرياضي التونسي       | ملعب الشاذلي زويتن           |
| 1950–51 | الترجي الرياضي التونسي       | 3 – 1                        | النادي الإفريقي              | ملعب الشاذلي زويتن           |
| 1950–51 | النادي الإفريقي              | 2 – 1                        | الترجي الرياضي التونسي       | ملعب الشاذلي زويتن           |
| 1951–52 | النادي الإفريقي              | 2 – 2                        | الترجي الرياضي التونسي       | ملعب الشاذلي زويتن           |
| 1951–52 | لا يوجد بطولة                | لا يوجد بطولة                | لا يوجد بطولة                | لا يوجد بطولة                |
| 1952–53 | الفريقان مستبعدان من البطولة | الفريقان مستبعدان من البطولة | الفريقان مستبعدان من البطولة | الفريقان مستبعدان من البطولة |
| 1953–54 | الترجي الرياضي التونسي       | 2 – 0                        | النادي الإفريقي              | ملعب الشاذلي زويتن           |
| 1953–54 | الترجي الرياضي التونسي       | 4 – 3                        | النادي الإفريقي              | ملعب الشاذلي زويتن           |
| 1954–55 | النادي الإفريقي              | 0 – 1                        | الترجي الرياضي التونسي       | ملعب الشاذلي زويتن           |
| 1954–55 | الترجي الرياضي التونسي       | 4 – 3                        | النادي الإفريقي              | ملعب الشاذلي زويتن           |

1. ↑  يحتفظ الترجي الرياضي التونسي، آخر قسم 2، بمكانه على حساب النادي الإفريقي، بطل القسم 3.
2. ↑  تم نشر النتيجة في جريدة Le petit Matin  يوم 28 نوفمبر، 1933.
3. ↑  تم نشر النتيجة في جريدة Le petit Matin  يوم 26 فبراير 1934
4. ↑  تم نشر النتيجة في جريدة Le petit Matin  يوم 22 أكتوبر 1934
5. ↑  تم نشر النتيجة في جريدة Le petit Matin  يوم 10 فبراير 1935
6. ↑  مباراة خسرها الترجي الرياضي التونسي خارج القواعد

### الرابطة التونسية المحترفة الأولى لكرة القدم
| الموسم    | المضيف                 | النتيجة | الضيف                  | الملعب                        | مصادر           |
| --------- | ---------------------- | ------- | ---------------------- | ----------------------------- | --------------- |
| 1955–56   | النادي الإفريقي        | 2 – 1   | الترجي الرياضي التونسي | ملعب الشاذلي زويتن            |                 |
| 1955–56   | الترجي الرياضي التونسي | 2 – 1   | النادي الإفريقي        | ملعب الشاذلي زويتن            |                 |
| 1956–57   | الترجي الرياضي التونسي | 3 – 0   | النادي الإفريقي        | ملعب الشاذلي زويتن            |                 |
| 1956–57   | النادي الإفريقي        | 1 – 1   | الترجي الرياضي التونسي | ملعب الشاذلي زويتن            |                 |
| 1957–58   | الترجي الرياضي التونسي | 1 – 1   | النادي الإفريقي        | ملعب الشاذلي زويتن            |                 |
| 1957–58   | النادي الإفريقي        | 0 – 0   | الترجي الرياضي التونسي | ملعب الشاذلي زويتن            |                 |
| 1958–59   | الترجي الرياضي التونسي | 2 – 1   | النادي الإفريقي        | ملعب الشاذلي زويتن            |                 |
| 1958–59   | النادي الإفريقي        | 1 – 1   | الترجي الرياضي التونسي | ملعب الشاذلي زويتن            |                 |
| 1959–60   | الترجي الرياضي التونسي | 2 – 1   | النادي الإفريقي        | ملعب الشاذلي زويتن            |                 |
| 1959–60   | النادي الإفريقي        | 2 – 1   | الترجي الرياضي التونسي | ملعب الشاذلي زويتن            |                 |
| 1960–61   | النادي الإفريقي        | 1 – 2   | الترجي الرياضي التونسي | ملعب الشاذلي زويتن            |                 |
| 1960–61   | النادي الإفريقي        | 1 – 2   | الترجي الرياضي التونسي | ملعب الشاذلي زويتن            |                 |
| 1961–62   | الترجي الرياضي التونسي | 2 – 1   | النادي الإفريقي        | ملعب الشاذلي زويتن            |                 |
| 1961–62   | النادي الإفريقي        | 0 – 2   | الترجي الرياضي التونسي | ملعب الشاذلي زويتن            |                 |
| 1962–63   | الترجي الرياضي التونسي | 0 – 0   | النادي الإفريقي        | ملعب الشاذلي زويتن            |                 |
| 1962–63   | النادي الإفريقي        | 0 – 1   | الترجي الرياضي التونسي | ملعب الشاذلي زويتن            |                 |
| 1963–64   | الترجي الرياضي التونسي | 0 – 0   | النادي الإفريقي        | ملعب الشاذلي زويتن            |                 |
| 1963–64   | الترجي الرياضي التونسي | 2 – 0   | النادي الإفريقي        | ملعب الشاذلي زويتن            |                 |
| 1964–65   | النادي الإفريقي        | 1 – 1   | الترجي الرياضي التونسي | ملعب الشاذلي زويتن            |                 |
| 1964–65   | الترجي الرياضي التونسي | 1 – 1   | النادي الإفريقي        | ملعب الشاذلي زويتن            |                 |
| 1965–66   | الترجي الرياضي التونسي | 1 – 0   | النادي الإفريقي        | ملعب الشاذلي زويتن            |                 |
| 1965–66   | النادي الإفريقي        | 2 – 0   | الترجي الرياضي التونسي | ملعب الشاذلي زويتن            |                 |
| 1966–67   | النادي الإفريقي        | 1 – 1   | الترجي الرياضي التونسي | الملعب الأولمبي بالمنزه       |                 |
| 1966–67   | الترجي الرياضي التونسي | 0 – 0   | النادي الإفريقي        | الملعب الأولمبي بالمنزه       |                 |
| 1967–68   | النادي الإفريقي        | 1 – 2   | الترجي الرياضي التونسي | الملعب الأولمبي بالمنزه       |                 |
| 1967–68   | الترجي الرياضي التونسي | 0 – 2   | النادي الإفريقي        | الملعب الأولمبي بالمنزه       |                 |
| 1968–69   | النادي الإفريقي        | 0 – 1   | الترجي الرياضي التونسي | الملعب الأولمبي بالمنزه       |                 |
| 1968–69   | الترجي الرياضي التونسي | 0 – 2   | النادي الإفريقي        | الملعب الأولمبي بالمنزه       |                 |
| 1969–70   | الترجي الرياضي التونسي | 0 – 1   | النادي الإفريقي        | الملعب الأولمبي بالمنزه       |                 |
| 1969–70   | الترجي الرياضي التونسي | 2 – 0   | النادي الإفريقي        | الملعب الأولمبي بالمنزه       |                 |
| 1970–71   | النادي الإفريقي        | 0 – 1   | الترجي الرياضي التونسي | الملعب الأولمبي بالمنزه       |                 |
| 1970–71   | الترجي الرياضي التونسي | 0 – 0   | النادي الإفريقي        | الملعب الأولمبي بالمنزه       |                 |
| 1971–72   | النادي الإفريقي        | 0 – 3   | الترجي الرياضي التونسي | الملعب الأولمبي بالمنزه       |                 |
| 1971–72   | الترجي الرياضي التونسي | 0 – 0   | النادي الإفريقي        | الملعب الأولمبي بالمنزه       |                 |
| 1972–73   | النادي الإفريقي        | 1 – 0   | الترجي الرياضي التونسي | الملعب الأولمبي بالمنزه       |                 |
| 1972–73   | الترجي الرياضي التونسي | 2 – 0   | النادي الإفريقي        | الملعب الأولمبي بالمنزه       |                 |
| 1973–74   | النادي الإفريقي        | 1 – 2   | الترجي الرياضي التونسي | الملعب الأولمبي بالمنزه       |                 |
| 1973–74   | الترجي الرياضي التونسي | 2 – 0   | النادي الإفريقي        | الملعب الأولمبي بالمنزه       |                 |
| 1974–75   | النادي الإفريقي        | 1 – 1   | الترجي الرياضي التونسي | الملعب الأولمبي بالمنزه       |                 |
| 1974–75   | الترجي الرياضي التونسي | 1 – 2   | النادي الإفريقي        | الملعب الأولمبي بالمنزه       |                 |
| 1975–76   | النادي الإفريقي        | 1 – 0   | الترجي الرياضي التونسي | الملعب الأولمبي بالمنزه       |                 |
| 1975–76   | الترجي الرياضي التونسي | 0 – 1   | النادي الإفريقي        | الملعب الأولمبي بالمنزه       |                 |
| 1976–77   | الترجي الرياضي التونسي | 1 – 1   | النادي الإفريقي        | الملعب الأولمبي بالمنزه       |                 |
| 1976–77   | النادي الإفريقي        | 4 – 3   | الترجي الرياضي التونسي | الملعب الأولمبي بالمنزه       |                 |
| 1977–78   | الترجي الرياضي التونسي | 0 – 0   | النادي الإفريقي        | الملعب الأولمبي بالمنزه       |                 |
| 1977–78   | النادي الإفريقي        | 5 – 2   | الترجي الرياضي التونسي | الملعب الأولمبي بالمنزه       |                 |
| 1978–79   | الترجي الرياضي التونسي | 0 – 1   | النادي الإفريقي        | الملعب الأولمبي بالمنزه       |                 |
| 1978–79   | النادي الإفريقي        | 1 – 0   | الترجي الرياضي التونسي | الملعب الأولمبي بالمنزه       |                 |
| 1979–80   | الترجي الرياضي التونسي | 0 – 0   | النادي الإفريقي        | الملعب الأولمبي بالمنزه       |                 |
| 1979–80   | النادي الإفريقي        | 0 – 0   | الترجي الرياضي التونسي | الملعب الأولمبي بالمنزه       |                 |
| 1980–81   | الترجي الرياضي التونسي | 1 – 1   | النادي الإفريقي        | الملعب الأولمبي بالمنزه       |                 |
| 1980–81   | النادي الإفريقي        | 0 – 1   | الترجي الرياضي التونسي | الملعب الأولمبي بالمنزه       |                 |
| 1981–82   | الترجي الرياضي التونسي | 1 – 1   | النادي الإفريقي        | الملعب الأولمبي بالمنزه       |                 |
| 1981–82   | الترجي الرياضي التونسي | 2 – 0   | النادي الإفريقي        | الملعب الأولمبي بالمنزه       |                 |
| 1982–83   | النادي الإفريقي        | 1 – 1   | الترجي الرياضي التونسي | الملعب الأولمبي بالمنزه       |                 |
| 1982–83   | النادي الإفريقي        | 3 – 1   | الترجي الرياضي التونسي | الملعب الأولمبي بالمنزه       |                 |
| 1983–84   | الترجي الرياضي التونسي | 0 – 0   | النادي الإفريقي        | الملعب الأولمبي بالمنزه       |                 |
| 1983–84   | النادي الإفريقي        | 2 – 1   | الترجي الرياضي التونسي | الملعب الأولمبي بالمنزه       |                 |
| 1984–85   | النادي الإفريقي        | 5 – 1   | الترجي الرياضي التونسي | الملعب الأولمبي بالمنزه       |                 |
| 1984–85   | الترجي الرياضي التونسي | 1 – 0   | النادي الإفريقي        | الملعب الأولمبي بالمنزه       |                 |
| 1985–86   | النادي الإفريقي        | 0 – 0   | الترجي الرياضي التونسي | الملعب الأولمبي بالمنزه       |                 |
| 1985–86   | الترجي الرياضي التونسي | 2 – 1   | النادي الإفريقي        | الملعب الأولمبي بالمنزه       |                 |
| 1986–87   | النادي الإفريقي        | 1 – 1   | الترجي الرياضي التونسي | الملعب الأولمبي بالمنزه       |                 |
| 1986–87   | الترجي الرياضي التونسي | 1 – 1   | النادي الإفريقي        | الملعب الأولمبي بالمنزه       |                 |
| 1987–88   | النادي الإفريقي        | 1 – 1   | الترجي الرياضي التونسي | الملعب الأولمبي بالمنزه       |                 |
| 1987–88   | الترجي الرياضي التونسي | 0 – 0   | النادي الإفريقي        | الملعب الأولمبي بالمنزه       |                 |
| 1988–89   | النادي الإفريقي        | 2 – 0   | الترجي الرياضي التونسي | الملعب الأولمبي بالمنزه       |                 |
| 1988–89   | الترجي الرياضي التونسي | 2 – 0   | النادي الإفريقي        | الملعب الأولمبي بالمنزه       |                 |
| 1989–90   | الترجي الرياضي التونسي | 4 – 2   | النادي الإفريقي        | الملعب الأولمبي بالمنزه       |                 |
| 1989–90   | النادي الإفريقي        | 1 – 1   | الترجي الرياضي التونسي | الملعب الأولمبي بالمنزه       |                 |
| 1990–91   | النادي الإفريقي        | 3 – 0   | الترجي الرياضي التونسي | الملعب الأولمبي بالمنزه       |                 |
| 1990–91   | الترجي الرياضي التونسي | 0 – 0   | النادي الإفريقي        | الملعب الأولمبي بالمنزه       |                 |
| 1991–92   | النادي الإفريقي        | 0 – 0   | الترجي الرياضي التونسي | الملعب الأولمبي بالمنزه       |                 |
| 1991–92   | الترجي الرياضي التونسي | 1 – 2   | النادي الإفريقي        | الملعب الأولمبي بالمنزه       |                 |
| 1992–93   | النادي الإفريقي        | 2 – 2   | الترجي الرياضي التونسي | الملعب الأولمبي بالمنزه       |                 |
| 1992–93   | الترجي الرياضي التونسي | 2 – 1   | النادي الإفريقي        | الملعب الأولمبي بالمنزه       |                 |
| 1993–94   | النادي الإفريقي        | 2 – 2   | الترجي الرياضي التونسي | الملعب الأولمبي بالمنزه       |                 |
| 1993–94   | الترجي الرياضي التونسي | 2 – 0   | النادي الإفريقي        | الملعب الأولمبي بالمنزه       |                 |
| 1994–95   | النادي الإفريقي        | 1 – 1   | الترجي الرياضي التونسي | الملعب الأولمبي بالمنزه       |                 |
| 1994–95   | الترجي الرياضي التونسي | 4 – 0   | النادي الإفريقي        | الملعب الأولمبي بالمنزه       |                 |
| 1995–96   | النادي الإفريقي        | 1 – 1   | الترجي الرياضي التونسي | الملعب الأولمبي بالمنزه       |                 |
| 1995–96   | الترجي الرياضي التونسي | 0 – 0   | النادي الإفريقي        | الملعب الأولمبي بالمنزه       |                 |
| 1996–97   | النادي الإفريقي        | 0 – 2   | الترجي الرياضي التونسي | الملعب الأولمبي بالمنزه       |                 |
| 1996–97   | الترجي الرياضي التونسي | 1 – 0   | النادي الإفريقي        | الملعب الأولمبي بالمنزه       |                 |
| 1997–98   | النادي الإفريقي        | 1 – 1   | الترجي الرياضي التونسي | الملعب الأولمبي بالمنزه       |                 |
| 1997–98   | الترجي الرياضي التونسي | 1 – 2   | النادي الإفريقي        | الملعب الأولمبي بالمنزه       |                 |
| 1998–99   | النادي الإفريقي        | 0 – 1   | الترجي الرياضي التونسي | الملعب الأولمبي بالمنزه       |                 |
| 1998–99   | الترجي الرياضي التونسي | 4 – 0   | النادي الإفريقي        | الملعب الأولمبي بالمنزه       |                 |
| 1999–2000 | الترجي الرياضي التونسي | 4 – 0   | النادي الإفريقي        | الملعب الأولمبي بالمنزه       |                 |
| 1999–2000 | النادي الإفريقي        | 1 – 2   | الترجي الرياضي التونسي | الملعب الأولمبي بالمنزه       |                 |
| 2000–01   | الترجي الرياضي التونسي | 2 – 0   | النادي الإفريقي        | الملعب الأولمبي بالمنزه       | [ 22 ] [ 23 ]   |
| 2000–01   | النادي الإفريقي        | 1 – 1   | الترجي الرياضي التونسي | الملعب الأولمبي حمادي العقربي | [ 24 ] [ 25 ]   |
| 2001–02   | الترجي الرياضي التونسي | 3 – 0   | النادي الإفريقي        | الملعب الأولمبي حمادي العقربي | [ 26 ] [ 27 ]   |
| 2001–02   | النادي الإفريقي        | 1 – 2   | الترجي الرياضي التونسي | الملعب الأولمبي حمادي العقربي | [ 28 ] [ 29 ]   |
| 2002–03   | الترجي الرياضي التونسي | 2 – 0   | النادي الإفريقي        | الملعب الأولمبي حمادي العقربي | [ 30 ] [ 31 ]   |
| 2002–03   | النادي الإفريقي        | 0 – 1   | الترجي الرياضي التونسي | الملعب الأولمبي حمادي العقربي | [ 32 ] [ 33 ]   |
| 2003–04   | الترجي الرياضي التونسي | 0 – 0   | النادي الإفريقي        | الملعب الأولمبي حمادي العقربي | [ 34 ] [ 35 ]   |
| 2003–04   | النادي الإفريقي        | 1 – 1   | الترجي الرياضي التونسي | الملعب الأولمبي حمادي العقربي | [ 36 ] [ 37 ]   |
| 2004–05   | الترجي الرياضي التونسي | 1 – 1   | النادي الإفريقي        | الملعب الأولمبي حمادي العقربي | [ 38 ] [ 39 ]   |
| 2004–05   | النادي الإفريقي        | 2 – 2   | الترجي الرياضي التونسي | الملعب الأولمبي حمادي العقربي | [ 40 ] [ 41 ]   |
| 2005–06   | الترجي الرياضي التونسي | 2 – 0   | النادي الإفريقي        | الملعب الأولمبي حمادي العقربي | [ 42 ] [ 43 ]   |
| 2005–06   | النادي الإفريقي        | 1 – 2   | الترجي الرياضي التونسي | الملعب الأولمبي حمادي العقربي | [ 44 ] [ 45 ]   |
| 2006–07   | الترجي الرياضي التونسي | 1 – 1   | النادي الإفريقي        | الملعب الأولمبي حمادي العقربي | [ 46 ] [ 47 ]   |
| 2006–07   | النادي الإفريقي        | 1 – 0   | الترجي الرياضي التونسي | الملعب الأولمبي حمادي العقربي | [ 48 ] [ 49 ]   |
| 2007–08   | النادي الإفريقي        | 1 – 0   | الترجي الرياضي التونسي | الملعب الأولمبي حمادي العقربي | [ 50 ] [ 51 ]   |
| 2007–08   | النادي الإفريقي        | 1 – 0   | الترجي الرياضي التونسي | الملعب الأولمبي حمادي العقربي | [ 52 ] [ 53 ]   |
| 2008–09   | الترجي الرياضي التونسي | 2 – 2   | النادي الإفريقي        | الملعب الأولمبي حمادي العقربي | [ 54 ] [ 55 ]   |
| 2008–09   | النادي الإفريقي        | 3 – 0   | الترجي الرياضي التونسي | الملعب الأولمبي حمادي العقربي | [ 56 ] [ 57 ]   |
| 2009–10   | الترجي الرياضي التونسي | 1 – 1   | النادي الإفريقي        | الملعب الأولمبي حمادي العقربي | [ 58 ] [ 59 ]   |
| 2009–10   | النادي الإفريقي        | 0 – 0   | الترجي الرياضي التونسي | الملعب الأولمبي حمادي العقربي | [ 60 ] [ 61 ]   |
| 2010–11   | الترجي الرياضي التونسي | 2 – 2   | النادي الإفريقي        | الملعب الأولمبي حمادي العقربي | [ 62 ] [ 63 ]   |
| 2010–11   | الترجي الرياضي التونسي | 2 – 1   | النادي الإفريقي        | الملعب الأولمبي حمادي العقربي | [ 64 ] [ 65 ]   |
| 2011–12   | النادي الإفريقي        | 1 – 2   | الترجي الرياضي التونسي | الملعب الأولمبي حمادي العقربي | [ 66 ] [ 67 ]   |
| 2011–12   | الترجي الرياضي التونسي | 3 – 2   | النادي الإفريقي        | الملعب الأولمبي حمادي العقربي | [ 68 ] [ 69 ]   |
| 2012–13   | النادي الإفريقي        | 2 – 1   | الترجي الرياضي التونسي | الملعب الأولمبي حمادي العقربي | [ 70 ] [ 71 ]   |
| 2012–13   | الترجي الرياضي التونسي | 3 – 1   | النادي الإفريقي        | الملعب الأولمبي حمادي العقربي | [ 72 ] [ 73 ]   |
| 2012–13   | الترجي الرياضي التونسي | 1 – 0   | النادي الإفريقي        | الملعب الأولمبي حمادي العقربي | [ 74 ] [ 75 ]   |
| 2012–13   | الترجي الرياضي التونسي | 1 – 0   | النادي الإفريقي        | الملعب الأولمبي حمادي العقربي | [ 76 ] [ 77 ]   |
| 2013–14   | النادي الإفريقي        | 2 – 0   | الترجي الرياضي التونسي | الملعب الأولمبي حمادي العقربي | [ 78 ] [ 79 ]   |
| 2013–14   | الترجي الرياضي التونسي | 2 – 0   | النادي الإفريقي        | الملعب الأولمبي حمادي العقربي | [ 80 ] [ 81 ]   |
| 2014–15   | الترجي الرياضي التونسي | 2 – 2   | النادي الإفريقي        | الملعب الأولمبي حمادي العقربي | [ 82 ] [ 83 ]   |
| 2014–15   | النادي الإفريقي        | 1 – 0   | الترجي الرياضي التونسي | الملعب الأولمبي حمادي العقربي | [ 84 ] [ 85 ]   |
| 2015–16   | النادي الإفريقي        | 0 – 2   | الترجي الرياضي التونسي | الملعب الأولمبي حمادي العقربي | [ 86 ] [ 87 ]   |
| 2015–16   | الترجي الرياضي التونسي | 2 – 1   | النادي الإفريقي        | الملعب الأولمبي حمادي العقربي | [ 88 ] [ 89 ]   |
| 2016–17   | الترجي الرياضي التونسي | 1 – 1   | النادي الإفريقي        | الملعب الأولمبي حمادي العقربي | [ 90 ] [ 91 ]   |
| 2016–17   | النادي الإفريقي        | 1 – 0   | الترجي الرياضي التونسي | الملعب الأولمبي حمادي العقربي | [ 92 ] [ 93 ]   |
| 2016–17   | الترجي الرياضي التونسي | 2 – 1   | النادي الإفريقي        | الملعب الأولمبي حمادي العقربي | [ 94 ] [ 95 ]   |
| 2016–17   | الترجي الرياضي التونسي | 2 – 1   | النادي الإفريقي        | الملعب الأولمبي حمادي العقربي | [ 96 ] [ 97 ]   |
| 2017–18   | الترجي الرياضي التونسي | 1 – 0   | النادي الإفريقي        | الملعب الأولمبي حمادي العقربي | [ 98 ] [ 99 ]   |
| 2017–18   | النادي الإفريقي        | 2 – 1   | الترجي الرياضي التونسي | الملعب الأولمبي حمادي العقربي | [ 100 ] [ 101 ] |
| 2018–19   | الترجي الرياضي التونسي | 2 – 1   | النادي الإفريقي        | ملعب مصطفى بن جنات            | [ 102 ] [ 103 ] |
| 2018–19   | النادي الإفريقي        | 2 – 1   | الترجي الرياضي التونسي | الملعب الأولمبي حمادي العقربي | [ 104 ] [ 105 ] |
| 2019–20   | الترجي الرياضي التونسي | 2 – 1   | النادي الإفريقي        | الملعب الأولمبي حمادي العقربي | [ 106 ] [ 107 ] |
| 2019–20   | النادي الإفريقي        | 0 – 0   | الترجي الرياضي التونسي | الملعب الأولمبي حمادي العقربي | [ 108 ]         |
| 2020–21   | الترجي الرياضي التونسي | 1 – 0   | النادي الإفريقي        | الملعب الأولمبي حمادي العقربي | [ 109 ]         |

1. ↑  جاء هيكل البطولة موسم 2012–13 بنظام المجموعتين فلعب كل من الفريقين مبارتان ذهابا و إيابا في الدور الأول و مبارتان ذهابا و إيابا في الدور الثاني.
2. ↑  جاء هيكل البطولة موسم 2016–17 بنظام المجموعتين فلعب كل من الفريقين مبارتان ذهابا و إيابا في الدور الأول و مبارتان ذهابا و إيابا في الدور الثاني.

### كأس تونس لكرة القدم
الرابطة التونسية المحترفة الأولى لكرة القدم
| النسخة  | الدور                 | المضيف                 | النتيجة | الضيف                  | الملعب                        | مصادر   |
| ------- | --------------------- | ---------------------- | ------- | ---------------------- | ----------------------------- | ------- |
| 1964–65 | الثمن النهائي         | النادي الإفريقي        | 1 – 0   | الترجي الرياضي التونسي | ملعب الشاذلي زويتن            | [ 110 ] |
| 1965–66 | الثمن النهائي         | الترجي الرياضي التونسي | 0 – 0   | النادي الإفريقي        | ملعب الشاذلي زويتن            | [ 111 ] |
| 1965–66 | الثمن النهائي (إعادة) | النادي الإفريقي        | 2 – 0   | الترجي الرياضي التونسي | ملعب الشاذلي زويتن            | [ 111 ] |
| 1966–67 | الربع نهائي           | الترجي الرياضي التونسي | 2 – 2   | النادي الإفريقي        | الملعب الأولمبي بالمنزه       | [ 112 ] |
| 1966–67 | الربع نهائي (إعادة)   | النادي الإفريقي        | 1 – 0   | الترجي الرياضي التونسي | الملعب الأولمبي بالمنزه       | [ 112 ] |
| 1968–69 | النهائي               | النادي الإفريقي        | 2 – 0   | الترجي الرياضي التونسي | الملعب الأولمبي بالمنزه       | [ 113 ] |
| 1969–70 | الثمن النهائي         | الترجي الرياضي التونسي | 1 – 1   | النادي الإفريقي        | الملعب الأولمبي بالمنزه       | [ 114 ] |
| 1969–70 | الثمن النهائي (إعادة) | النادي الإفريقي        | 2 – 0   | الترجي الرياضي التونسي | الملعب الأولمبي بالمنزه       | [ 114 ] |
| 1975–76 | النهائي               | الترجي الرياضي التونسي | 1 – 1   | النادي الإفريقي        | الملعب الأولمبي بالمنزه       | [ 115 ] |
| 1975–76 | النهائي (إعادة)       | النادي الإفريقي        | 0 – 0   | الترجي الرياضي التونسي | الملعب الأولمبي بالمنزه       | [ 115 ] |
| 1979–80 | النهائي               | الترجي الرياضي التونسي | 2 – 0   | النادي الإفريقي        | الملعب الأولمبي بالمنزه       | [ 116 ] |
| 1982–83 | الربع نهائي           | النادي الإفريقي        | 3 – 1   | الترجي الرياضي التونسي | الملعب الأولمبي بالمنزه       | [ 117 ] |
| 1985–86 | النهائي               | الترجي الرياضي التونسي | 0 – 0   | النادي الإفريقي        | الملعب الأولمبي بالمنزه       | [ 118 ] |
| 1988–89 | النهائي               | الترجي الرياضي التونسي | 2 – 0   | النادي الإفريقي        | الملعب الأولمبي بالمنزه       | [ 119 ] |
| 1991–92 | الثمن النهائي         | النادي الإفريقي        | 1 – 0   | الترجي الرياضي التونسي | الملعب الأولمبي بالمنزه       | [ 120 ] |
| 1995–96 | الربع نهائي           | الترجي الرياضي التونسي | 1 – 0   | النادي الإفريقي        | الملعب الأولمبي بالمنزه       | [ 121 ] |
| 1997–98 | نصف النهائي           | النادي الإفريقي        | 1 – 0   | الترجي الرياضي التونسي | الملعب الأولمبي بالمنزه       | [ 122 ] |
| 1998–99 | النهائي               | الترجي الرياضي التونسي | 2 – 1   | النادي الإفريقي        | الملعب الأولمبي بالمنزه       | [ 123 ] |
| 2004–05 | نصف النهائي           | الترجي الرياضي التونسي | 4 – 0   | النادي الإفريقي        | الملعب الأولمبي حمادي العقربي | [ 124 ] |
| 2005–06 | النهائي               | الترجي الرياضي التونسي | 2 – 2   | النادي الإفريقي        | الملعب الأولمبي حمادي العقربي | [ 125 ] |
| 2007–08 | دور الـ32             | النادي الإفريقي        | 1 – 2   | الترجي الرياضي التونسي | الملعب الأولمبي حمادي العقربي | [ 126 ] |
| 2015–16 | النهائي               | النادي الإفريقي        | 0 – 2   | الترجي الرياضي التونسي | الملعب الأولمبي حمادي العقربي | [ 127 ] |

1. ↑  فاز النادي الإفريقي بقانون الركنيات 3–1
2. ↑  فاز الترجي الرياضي التونسي بركلات الجزاء الترجيحية 4–1
3. ↑  فاز الترجي الرياضي التونسي بركلات الجزاء الترجيحية 5–4

### كأس السوبر التونسي
المفتاح:      بطل الرابطة المحترفة الأولى      بطل كأس تونس
| الموسم | المضيف          | النتيجة | الضيف                  | الملعب                  |
| ------ | --------------- | ------- | ---------------------- | ----------------------- |
| 1970   | النادي الإفريقي | 1 – 0   | الترجي الرياضي التونسي | الملعب الأولمبي بالمنزه |
| 1979   | النادي الإفريقي | 1 – 0   | الترجي الرياضي التونسي | الملعب الأولمبي بالمنزه |

### كأس الرابطة التونسية المحترفة
| الموسم  | المضيف          | النتيجة | الضيف                  | الملعب                        |
| ------- | --------------- | ------- | ---------------------- | ----------------------------- |
| 2006–07 | النادي الإفريقي | 1 – 3   | الترجي الرياضي التونسي | الملعب الأولمبي حمادي العقربي |
| 2006–07 | النادي الإفريقي | 0 – 1   | الترجي الرياضي التونسي | الملعب الأولمبي حمادي العقربي |

## إحصائيات
| سجل دربي تونس العاصمة   | سجل دربي تونس العاصمة | سجل دربي تونس العاصمة | سجل دربي تونس العاصمة | سجل دربي تونس العاصمة | سجل دربي تونس العاصمة | سجل دربي تونس العاصمة |
| المسابقة                | المباريات             | الفوز                 | الفوز                 | التعادل               | الأهداف               | الأهداف               |
| المسابقة                | المباريات             | الترجي الرياضي        | النادي الإفريقي       | التعادل               | الترجي الرياضي        | النادي الأفريقي       |
| ----------------------- | --------------------- | --------------------- | --------------------- | --------------------- | --------------------- | --------------------- |
| قبل الاستقلال           | 37                    | 17                    | 8                     | 10                    | 50                    | 43                    |
| الرابطة المحترفة الأولى | 133                   | 54                    | 32                    | 48                    | 158                   | 121                   |
| كأس تونس                | 22                    | 9                     | 9                     | 4                     | 22                    | 21                    |
| كأس السوبر التونسي      | 2                     | 0                     | 2                     | 0                     | 0                     | 2                     |
| كأس الرابطة المحترفة    | 2                     | 2                     | 0                     | 0                     | 4                     | 1                     |
| مجموع المباريات         | 196                   | 82                    | 51                    | 62                    | 234                   | 188                   |

### الأكثر مشاركة
| الترتيب | اللاعب        | الفريق                                           | عدد المشاركات |
| ------- | ------------- | ------------------------------------------------ | ------------- |
| 1       | طارق ذياب     | الترجي الرياضي التونسي                           | 29            |
| 2       | الصادق ساسي   | النادي الإفريقي                                  | 27            |
| 2       | خالد بن يحيى  | الترجي الرياضي التونسي                           | 27            |
| 3       | نبيل معلول    | الترجي الرياضي التونسي(26) / النادي الإفريقي (2) | 26            |
| 4       | شكري الواعر   | الترجي الرياضي التونسي                           | 24            |
| 5       | وسام بن يحيى  | النادي الإفريقي                                  | 22            |
| 6       | معز بن شريفية | الترجي الرياضي التونسي                           | 18            |
| 7       | هاريسون أفول  | الترجي الرياضي التونسي                           | 13            |

### الأكثر تسجيلا في جميع المباريات

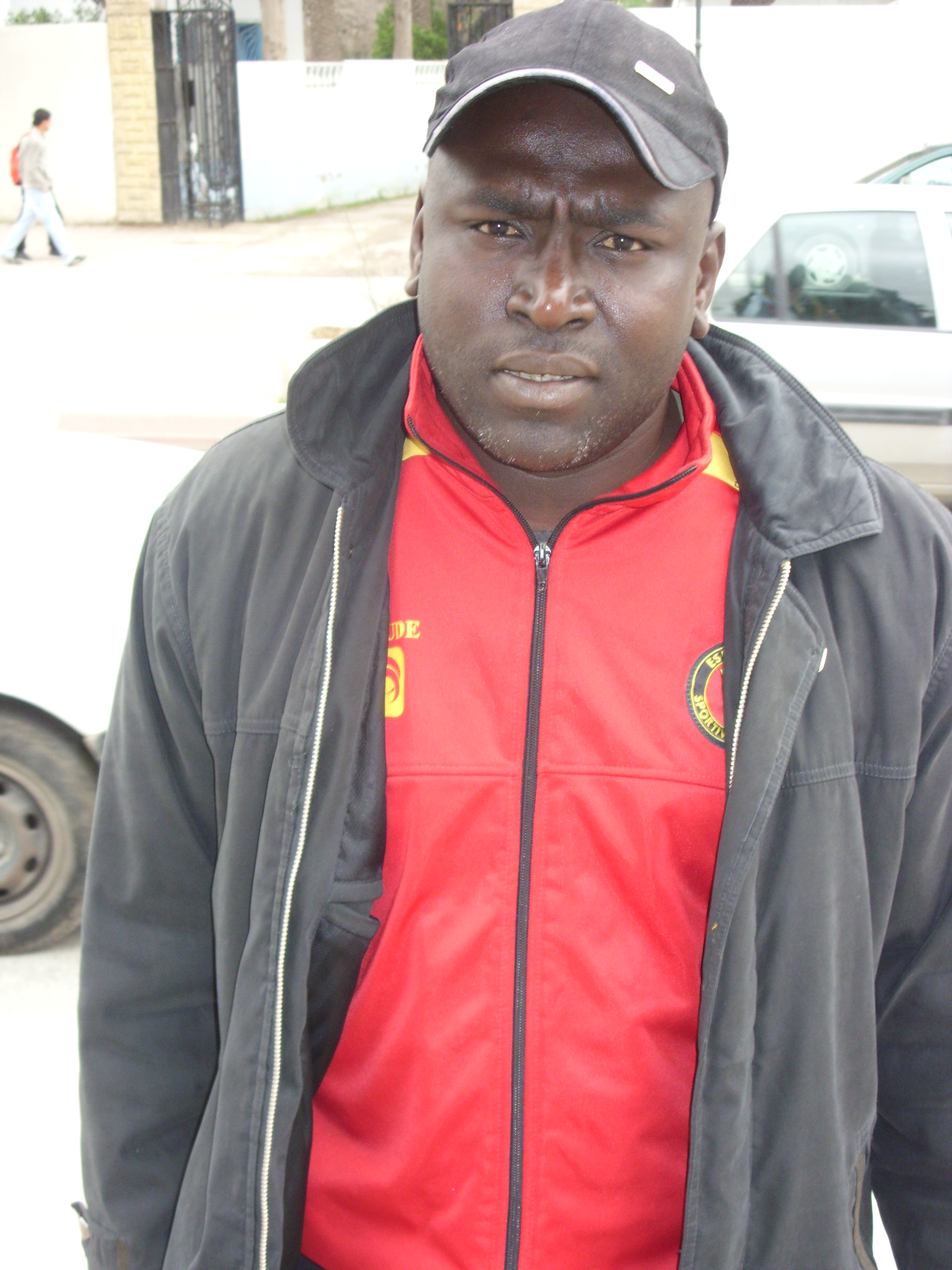
العيادي الحمروني

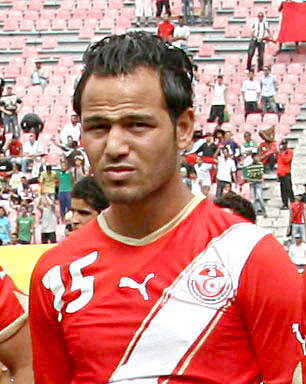
زهير الذوادي

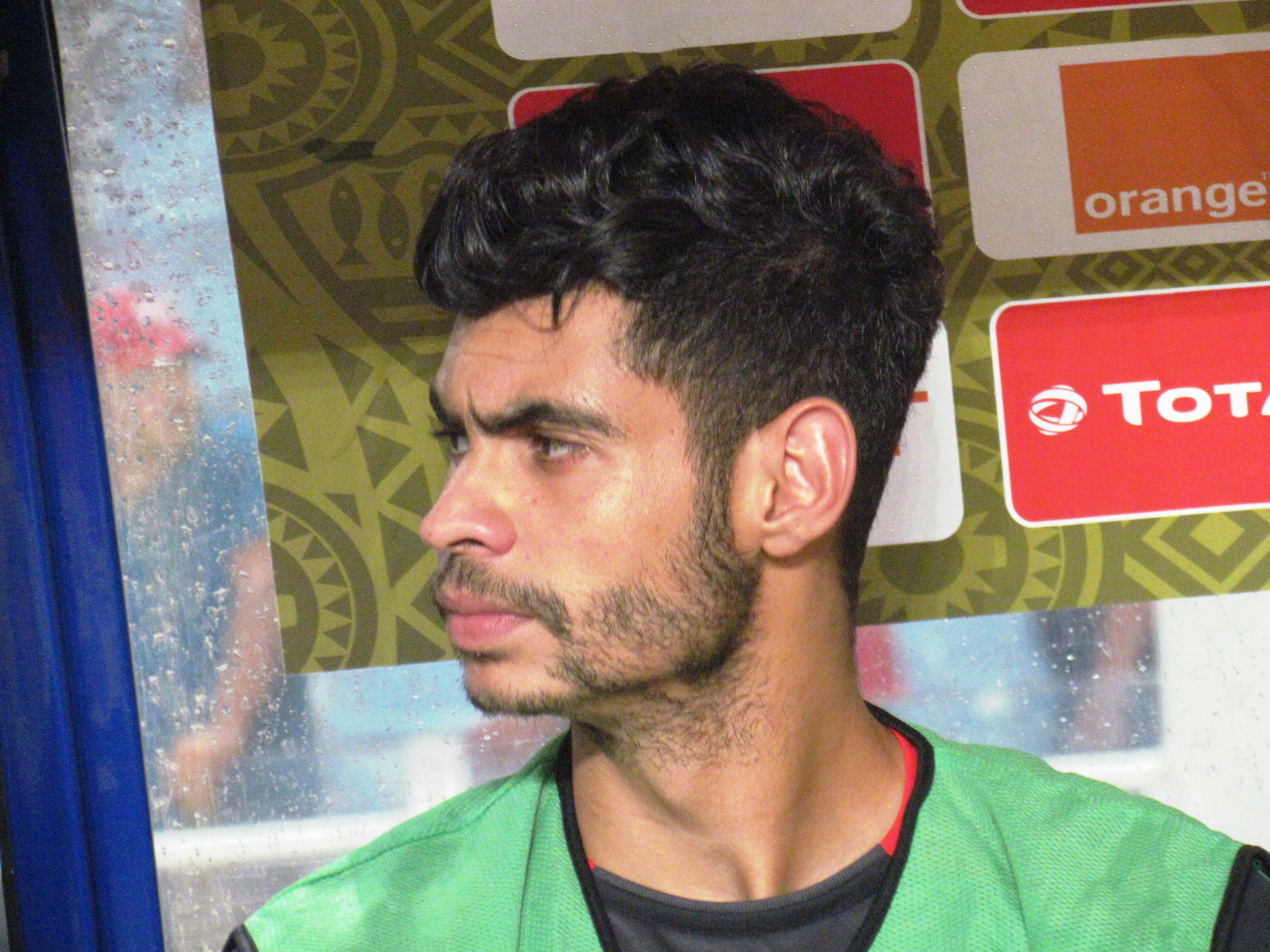
شمس الدين الذوادي

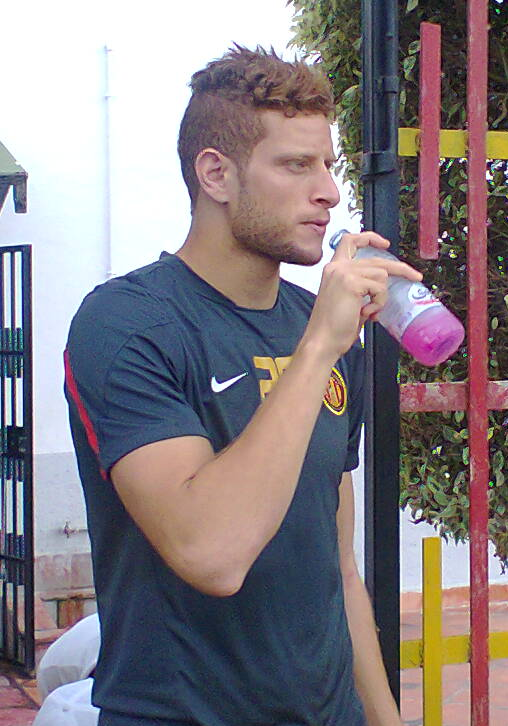
فخر الدين بن يوسف

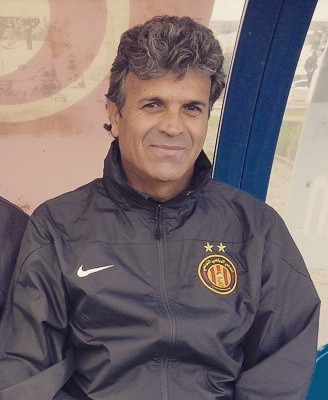
خالد بن يحيى

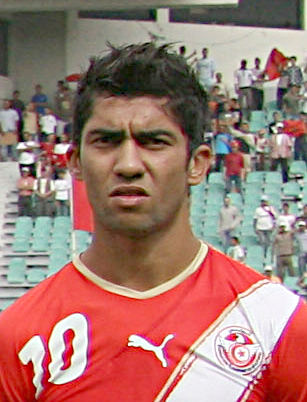
أسامة الدراجي

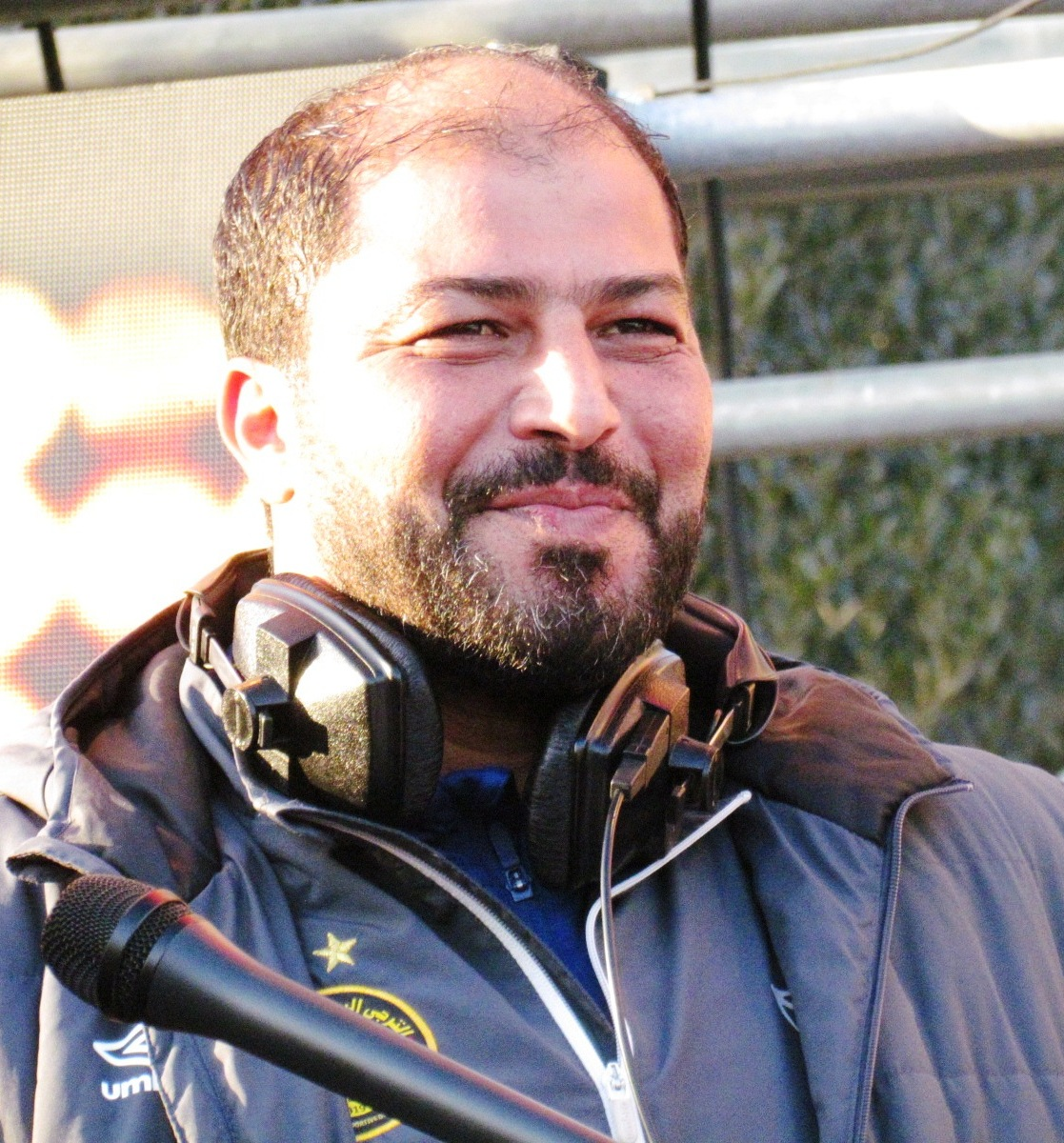
معين الشعباني

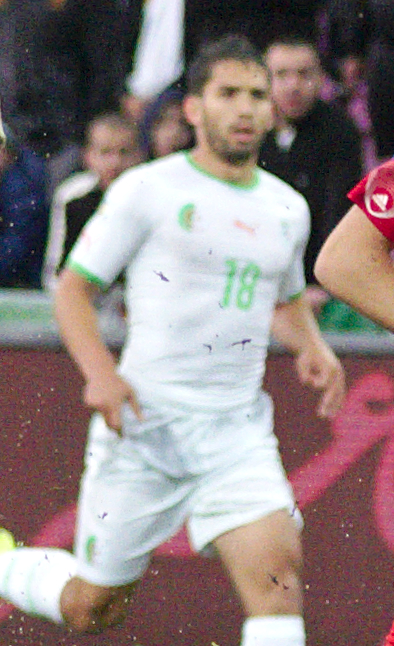
عبد المؤمن جابو

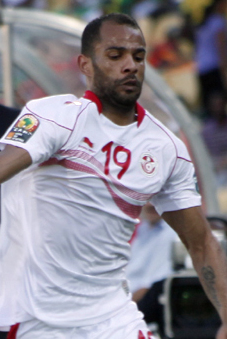
صابر خليفة

| الترتيب | اللاعب                   | الفريق                 | عدد الأهداف |
| ------- | ------------------------ | ---------------------- | ----------- |
| 1       | حسن بعيو                 | النادي الإفريقي        | 9           |
| 2       | الشاذلي العويني          | الترجي الرياضي التونسي | 7           |
| 2       | عبد الجبار مشوش          | الترجي الرياضي التونسي | 7           |
| 3       | الهادي البياري           | النادي الإفريقي        | 6           |
| 3       | محمد الصالح الجديدي      | النادي الإفريقي        | 6           |
| 4       | العيادي الحمروني         | الترجي الرياضي التونسي | 5           |
| 4       | طه ياسين الخنيسي         | الترجي الرياضي التونسي | 5           |
| 5       | كانديا تراوري            | الترجي الرياضي التونسي | 4           |
| 5       | يوسف المساكني            | الترجي الرياضي التونسي | 4           |
| 5       | يانيك ندجينغ             | الترجي الرياضي التونسي | 4           |
| 5       | مايكل إنرامو             | الترجي الرياضي التونسي | 4           |
| 5       | زهير الذوادي             | النادي الإفريقي        | 4           |
| 6       | شمس الدين الذوادي        | الترجي الرياضي التونسي | 3           |
| 7       | أسامة الدراجي            | الترجي الرياضي التونسي | 2           |
| 7       | وسام بن يحيى             | النادي الإفريقي        | 2           |
| 7       | سعد بقير                 | الترجي الرياضي التونسي | 2           |
| 7       | أنيس بدري                | الترجي الرياضي التونسي | 2           |
| 7       | ياسين الشماخي            | النادي الإفريقي        | 2           |
| 7       | طارق ثابت                | الترجي الرياضي التونسي | 2           |
| 7       | كريم العواضي             | الترجي الرياضي التونسي | 2           |
| 7       | أديث أغوييه              | الترجي الرياضي التونسي | 2           |
| 7       | عبد المؤمن جابو          | النادي الإفريقي        | 2           |
| 7       | تيجاني بلعيد             | النادي الإفريقي        | 2           |
| 7       | هيثم الجويني             | الترجي الرياضي التونسي | 2           |
| 7       | فخر الدين بن يوسف        | الترجي الرياضي التونسي | 2           |
| 7       | إبراهيم الشنيحي          | النادي الإفريقي        | 2           |
| 7       | كمال زعيم                | الترجي الرياضي التونسي | 2           |
| 7       | راضي الجعايدي            | الترجي الرياضي التونسي | 2           |
| 7       | عبد المجيد غوبانتيني     | الترجي الرياضي التونسي | 2           |
| 7       | أسامة السلامي            | النادي الإفريقي        | 2           |
| 7       | الهادي بالرخيصة          | الترجي الرياضي التونسي | 2           |
| 7       | ماركوس روبرتو دوس سانتوس | الترجي الرياضي التونسي | 2           |
| 7       | فنسنت تشالا              | النادي الإفريقي        | 2           |

### أهداف الدقيقة 90
| الترتيب | اللاعب            | الفريق          | النتيجة | التاريخ        | المسابقة                |
| ------- | ----------------- | --------------- | ------- | -------------- | ----------------------- |
| 1       | خالد بن يحيى      | الترجي          | 2 – 0   | 24 ديسمبر 1989 | كأس تونس                |
| 2       | جمال الدين الإمام | النادي الإفريقي | 1 – 1   | 1 يوليو 1999   | كأس تونس                |
| 3       | موسى بوكونغ       | النادي الإفريقي | 1 – 0   | 20 يونيو 2007  | الرابطة المحترفة الأولى |
| 4       | مايكل إنرامو      | الترجي          | 2 – 1   | 9 أبريل 2008   | كأس تونس                |
| 5       | وليد الهيشري      | الترجي          | 2 – 2   | 21 نوفمبر 2010 | الرابطة المحترفة الأولى |
| 6       | سيف الدين الجزيري | النادي الإفريقي | 2 – 3   | 26 سبتمبر 2012 | الرابطة المحترفة الأولى |
| 7       | إدريس المحيرصي    | الترجي          | 2 – 0   | 14 أكتوبر 2015 | الرابطة المحترفة الأولى |
| 8       | صابر خليفة        | النادي الإفريقي | 1 – 0   | 9 فبراير 2017  | الرابطة المحترفة الأولى |

### هاتريك
| الترتيب | اللاعب   | الفريق          | التوقيت      | التاريخ       |
| ------- | -------- | --------------- | ------------ | ------------- |
| 1       | حسن بعيو | النادي الإفريقي | 8'، 33'، 87' | 9 أكتوبر 1977 |

### أسرع الأهداف
| الترتيب | اللاعب        | الفريق                 | التوقيت    | التاريخ       |
| ------- | ------------- | ---------------------- | ---------- | ------------- |
| 1       | أسامة الدراجي | الترجي الرياضي التونسي | الثانية 14 | 26 يونيو 2011 |

### أهداف عكسية
| الترتيب | اللاعب        | الفريق                 | التوقيت    | التاريخ       |
| ------- | ------------- | ---------------------- | ---------- | ------------- |
| 1       | معين الشعباني | الترجي الرياضي التونسي | 23' (ه.ذ.) | 17 أبريل 2005 |

### أكبر الانتصارات
| فارق الأهداف | النتيجة النهائية           | التاريخ        | المنافسة                |
| ------------ | -------------------------- | -------------- | ----------------------- |
| 4            | النادي الإفريقي 5–1 الترجي | 5 مايو 1985    | الرابطة المحترفة الأولى |
| 4            | الترجي 4–0 النادي الإفريقي | 20 نوفمبر 1994 | الرابطة المحترفة الأولى |
| 4            | الترجي 4–0 النادي الإفريقي | 23 مايو 1999   | الرابطة المحترفة الأولى |
| 4            | الترجي 4–0 النادي الإفريقي | 1999           | الرابطة المحترفة الأولى |
| 4            | الترجي 4–0 النادي الإفريقي | 1 مايو 2005    | كأس تونس                |
| 3            | النادي الإفريقي 5–2 الترجي | 1978           | الرابطة المحترفة الأولى |

### الانتصارات المتتالية
| عدد الانتصارات | الفريق                 | الفترة                       |
| -------------- | ---------------------- | ---------------------------- |
| 5              | الترجي الرياضي التونسي | 1998 – 18 نوفمبر 2000        |
| 3              | الترجي الرياضي التونسي | 25 نوفمبر 2001 – 4 مايو 2003 |
| 4              | النادي الإفريقي        | 20 يونيو 2007 – 1 مايو 2008  |

### أكثر المباريات تهديفاً
| عدد الأهداف | المضيف          | النتيجة | الضيف                  | التاريخ       |
| ----------- | --------------- | ------- | ---------------------- | ------------- |
| 7           | النادي الإفريقي | 4 – 3   | الترجي الرياضي التونسي | 1978          |
| 7           | النادي الإفريقي | 5 – 2   | الترجي الرياضي التونسي | 9 أكتوبر 1977 |
| 6           | النادي الإفريقي | 5 – 1   | الترجي الرياضي التونسي | 5 مايو 1985   |

### مباريات حسمت بركلات الترجيح
| رقم | المضيف          | النتيجة | الضيف           | المنافسة | الدور   | التاريخ       |
| --- | --------------- | ------- | --------------- | -------- | ------- | ------------- |
| 1   | النادي الإفريقي | 0 – 0   | الترجي          | كأس تونس | النهائي | 4 يوليو 1976  |
| 2   | الترجي          | 0 – 0   | النادي الإفريقي | كأس تونس | النهائي | 15 يونيو 1986 |
| 3   | الترجي          | 2 – 2   | النادي الإفريقي | كأس تونس | النهائي | 12 مايو 2006  |

### الملاعب
| المرتبة | الملعب                        | مباريات | الفترة    |
| ------- | ----------------------------- | ------- | --------- |
| 1       | الملعب الأولمبي بالمنزه       | 48      | 2000–1967 |
| 2       | الملعب الأولمبي حمادي العقربي | 45      | 2001–الآن |
| 3       | ملعب الشاذلي زويتن            | 42      | 1941–1967 |
| 4       | الملعب البلدي بأريانة         | 19      | 1923–1941 |
| 5       | ملعب مصطفى بن جنات            | 1       | 2019      |

## شاركو مع الفريقين
سبق لعدة لاعبين ان ارتدوا قميص الغريمين التقليدين، ففي التشكيلة الحالية للترجي الرياضي التونسي والنادي الأفريقي نجد أكثر من لاعب سبق له ان دافع عن ألوان الجارين وهؤلاء اللاعبون هم:

### من النادي الإفريقي إلى الترجي

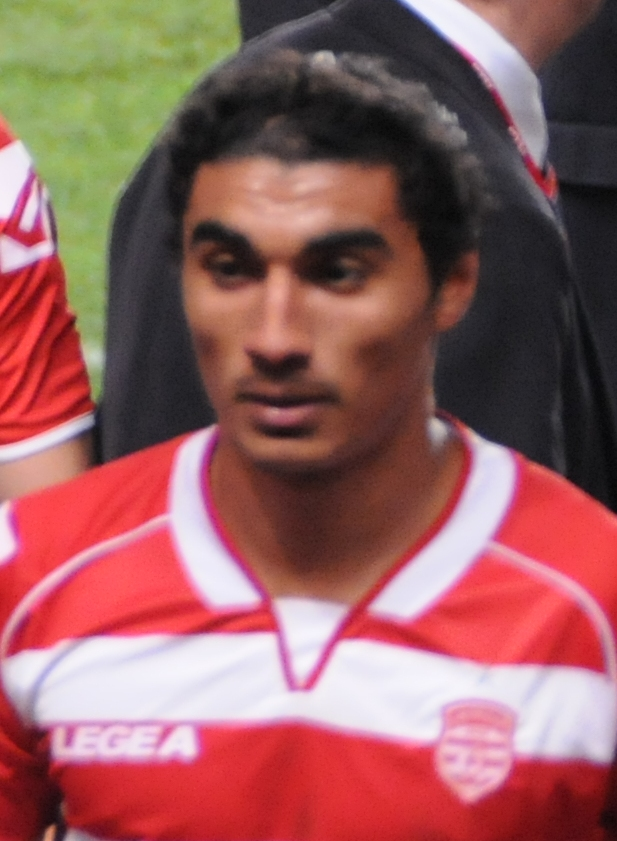
سيف الدين العكرمي

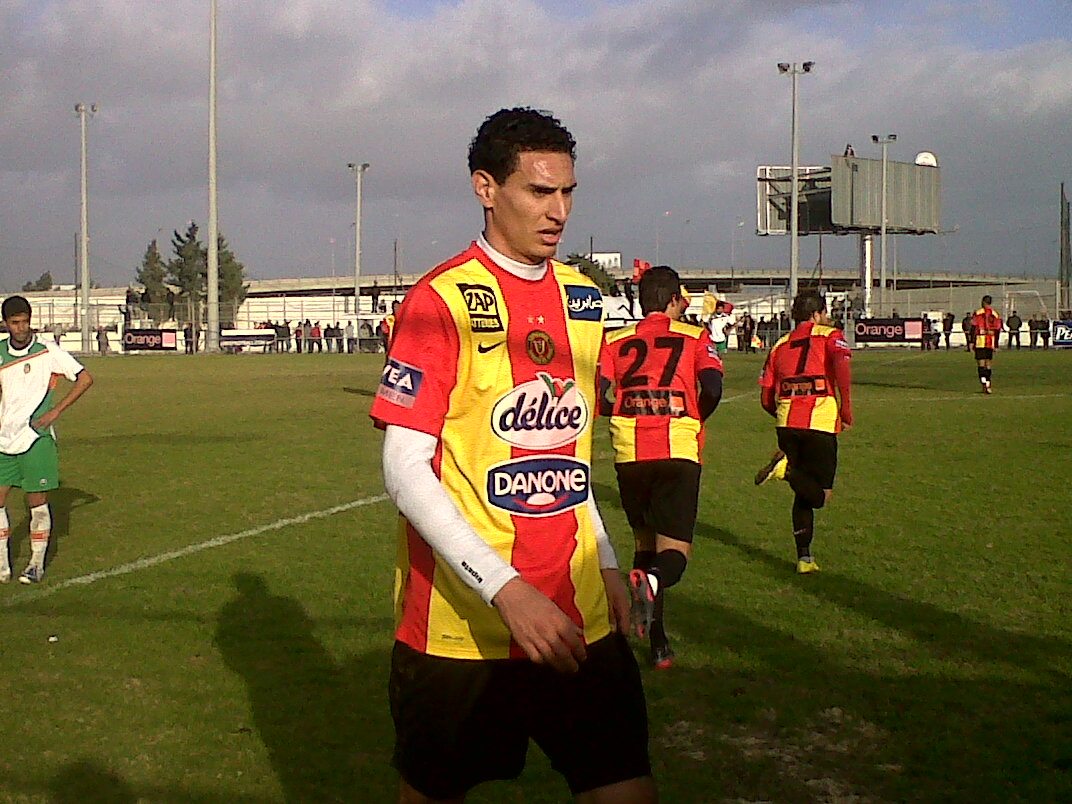
كريم العواضي

| اللاعب            | مسيرة النادي الإفريقي | مسيرة النادي الإفريقي | مسيرة النادي الإفريقي | مسيرة الترجي الرياضي التونسي | مسيرة الترجي الرياضي التونسي | مسيرة الترجي الرياضي التونسي |
| اللاعب            | فترة اللعب            | المشاركات             | الأهداف               | فترة اللعب                   | المشاركات                    | الأهداف                      |
| ----------------- | --------------------- | --------------------- | --------------------- | ---------------------------- | ---------------------------- | ---------------------------- |
| أحمد العكايشي     | 2006–2008             | 0                     | 0                     | 2013–2015                    | 80                           | 31                           |
| محمد بشطبشي       | 2007–2010             | 73                    | 4                     | 2010–2012                    | 6                            | 1                            |
| برهان غنام        | 2005–2009             | ?                     | ?                     | 2010–2011                    | 5                            | 1                            |
| وليد الهيشري      | 2004–2008             | 43                    | 6                     | 2010–2013                    | 101                          | 12                           |
| درامان تراوري     | 2005–2005             | 35                    | 19                    | 2011–2011                    | 17                           | 9                            |
| خالد المولهي      | 2001–2005             | 117                   | 19                    | 2011–2014                    | 113                          | 10                           |
| كريم العواضي      | 2007–2011             | 49                    | 14                    | 2012–2014                    | 56                           | 8                            |
| رياض الجلاصي      | ?–?                   | ?                     | ?                     | 2001–2004                    | ?                            | ?                            |
| سيف الدين العكرمي | 2008–2012             | 33                    | 2                     | 2013–2014                    | 4                            | 0                            |
| محمد علي اليعقوبي | 2011–2014             | 56                    | 6                     | 2016–الآن                    | 73                           | 8                            |
| هشام بالقروي      | 2014–2016             | 32                    | 1                     | 2016–2017                    | 15                           | 0                            |

### من الترجي إلى النادي الإفريقي

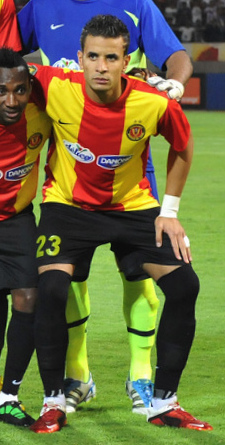
خالد القربي

| اللاعب         | مسيرة الترجي الرياضي التونسي | مسيرة الترجي الرياضي التونسي | مسيرة الترجي الرياضي التونسي | مسيرة النادي الإفريقي | مسيرة النادي الإفريقي | مسيرة النادي الإفريقي |
| اللاعب         | فترة اللعب                   | المشاركات                    | الأهداف                      | فترة اللعب            | المشاركات             | الأهداف               |
| -------------- | ---------------------------- | ---------------------------- | ---------------------------- | --------------------- | --------------------- | --------------------- |
| سلامة القصداوي | 2004–2008                    | 25                           | 3                            | 2012–2014             | 30                    | 3                     |
| أنيس العامري   | 1994–2000                    | ?                            | ?                            | 2006–2010             | 42                    | 0                     |
| خالد القربي    | 2008–2012                    | 110                          | 2                            | 2013–2014             | 22                    | 0                     |
| نبيل معلول     | 1975–1989                    | 223                          | 125                          | 1995–1996             | 19                    | 1                     |
| محمد ترخاني    | ?–?                          | ?                            | ?                            | ?–?                   | ?                     | ?                     |
| إسكندر الشايخ  | 2001–2010                    | 7                            | 1                            | 2011–2013             | 13                    | 2                     |
| فؤاد سلامة     | ?–?                          | ?                            | ?                            | ?–?                   | ?                     | ?                     |
| صابر خليفة     | 2006–2011                    | 52                           | 3                            | 2014–الآن             | 109                   | 48                    |
| علي العابدي    | 2012–2016                    | 13                           | 0                            | 2016–2019             | 80                    | 8                     |
| أسامة الدراجي  | 2007–2015                    | 198                          | 61                           | 2017–الآن             | 83                    | 7                     |

### دربو الفريقين
فضلا عن اللاعبين الذين تقمصوا أزياء الفريقين فإن هناك 6 مدربين قادوا الترجي الرياضي والنادي الإفريقي على غرار حميد الذيب الذي درب الأحمر والأصفر في بداية السبعينات ثم في تجربة ثانية من 1981 قبل أن يشرف على حظوظ الافارقة في 1986، كذلك أشرف مختار التليلي على فريق باب سويقة من 1978 إلى 1981 وعلى الإفريقي من 1982 إلى 1986. وانضم مراد محجوب وفوزي البنزرتي ونبيل معلول ويوسف الزواوي.

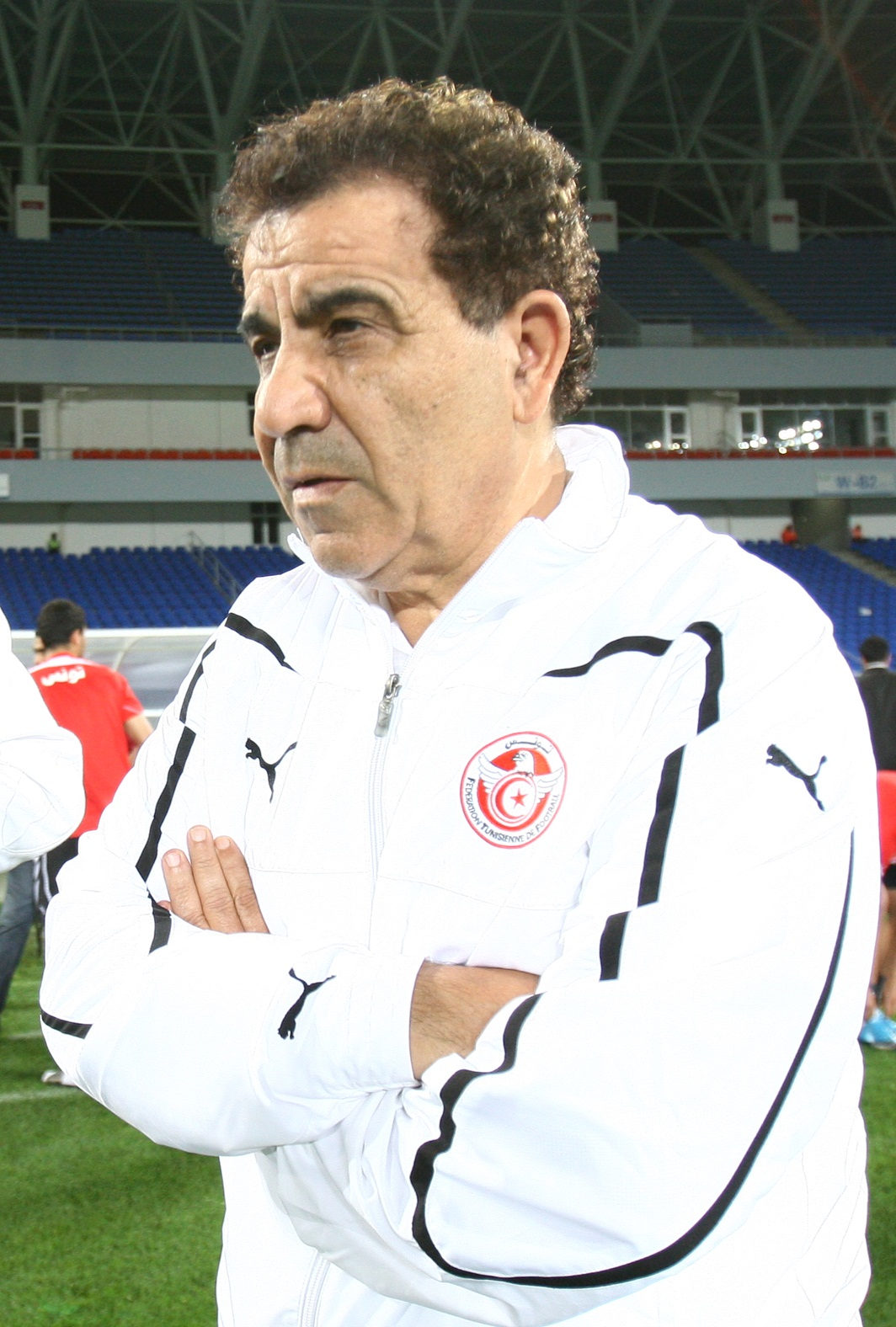
فوزي البنزرتي

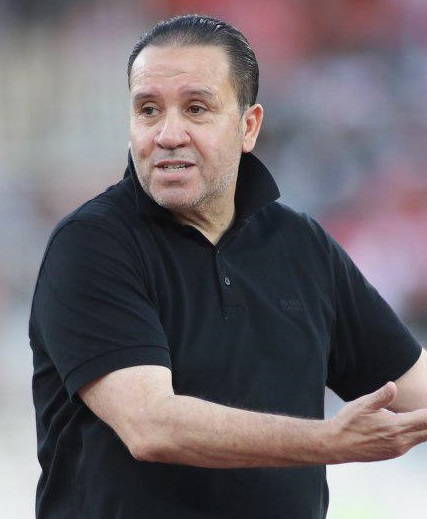
نبيل معلول درب الفريقين كما أنه لعب مع كليهما.

| المدرب        | الترجي       | النادي الإفريقي |
| المدرب        | فترة التدريب | فترة التدريب    |
| ------------- | ------------ | --------------- |
| فوزي البنزرتي | 1993–1994    | 1989–1991       |
| فوزي البنزرتي | 2003–2003    | 1999–2000       |
| فوزي البنزرتي | 2007–2007    | 2011–2012       |
| فوزي البنزرتي | 2009–2009    | 2013–2013       |
| فوزي البنزرتي | 2010–2010    |                 |
| فوزي البنزرتي | 2017–2017    |                 |
| يوسف الزواوي  | 1997–2001    | 1992–1993       |
| يوسف الزواوي  | 2004–2004    | 2005–2005       |
| يوسف الزواوي  | 2008–2008    |                 |
| حميد الذيب    | 1973–1976    | 1967–1968       |
| حميد الذيب    | 1981–1982    |                 |
| نبيل معلول    | 2010–2013    | 2004–2005       |
| مختار التليلي | 1978–1981    | 1982–1984       |
| مراد محجوب    | 2005-2005    | 2010–2010       |

## التحكيم

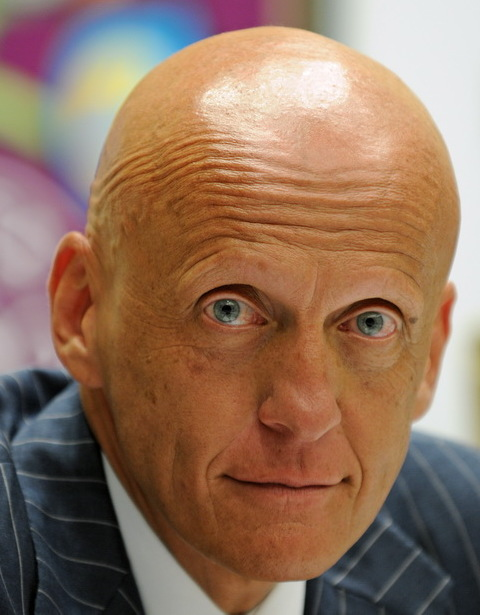
الإيطالي بييرلويجي كولينا أدار ديربي يوم 1 يوليو 1999 في إطار نهائي كأس تونس.

- يعتبر فتحي بوستة أكثر الحكام إدارة للدربي بـ6 لقاءات.[150]
- 1995 بعد أن أخرج الحكم 4 ورقات حمراء للأحمر والأبيض قضت بتوقف المباراة في الدقيقة 70 على نتيجة (4-0) للترجي.
- طاقم تحكيمي تونسي: 88 مباراة
- طاقم تحكيمي أجنبي: 31 مباراة

### ضربات الجزاء
- ركلات الجزاء المعلنة: 30
- لصالح الترجي: 22 (15 ناجحة، 7 ضائعة)
- لصالح النادي الإفريقي: 8 (7 ناجحين، 1 ضائعة)

## بطولات الفريقين

### النتائج في الرابطة التونسية المحترفة الأولى
| الموسم   | 55–56 | 56–57 | 57–58 | 58–59 | 59–60 | 60–61 | 61–62 | 62–63 | 63–64 | 64–65 | 65–66 | 66–67 | 67–68 | 68–69 | 69–70 | 70–71 | 71–72 | 72–73 | 73–74 | 74–75 | 75–76 | 76–77 | 77–78 | 78–79 |
| -------- | ----- | ----- | ----- | ----- | ----- | ----- | ----- | ----- | ----- | ----- | ----- | ----- | ----- | ----- | ----- | ----- | ----- | ----- | ----- | ----- | ----- | ----- | ----- | ----- |
| الترجي   | 4     | 2     | 2     | 1     | 1     | 2     | 3     | 10    | 2     | 6     | 5     | 2     | 7     | 6     | 1     | –     | 9     | 3     | 2     | 1     | 1     | 7     | 6     | 4     |
| الإفريقي | 3     | 4     | 6     | 5     | 3     | 8     | 4     | 5     | 1     | 2     | 6     | 1     | 2     | 2     | 2     | 2     | 2     | 1     | 1     | 2     | 3     | 2     | 2     | 1     |
| الموسم   | 79–80 | 80–81 | 81–82 | 82–83 | 83–84 | 84–85 | 85–86 | 86–87 | 87–88 | 88–89 | 89–90 | 90–91 | 91–92 | 92–93 | 93–94 | 94–95 | 95–96 | 96–97 | 97–98 | 98–99 | 99–00 | 00–01 | 01–02 | 02–03 |
| الترجي   | 2     | 3     | 1     | 3     | 5     | 1     | 2     | 3     | 1     | 1     | 2     | 1     | 3     | 1     | 1     | 2     | 3     | 2     | 1     | 1     | 1     | 1     | 1     | 1     |
| الإفريقي | 1     | 2     | 2     | 2     | 4     | 2     | 3     | 2     | 3     | 2     | 1     | 2     | 1     | 5     | 3     | 4     | 1     | 5     | 2     | 6     | 5     | 3     | 3     | 3     |
| الموسم   | 03–04 | 04–05 | 05–06 | 06–07 | 07–08 | 08–09 | 09–10 | 10–11 | 11–12 | 12–13 | 13–14 | 14–15 | 15–16 | 16–17 | 17–18 | 18–19 | 19–20 |       |       |       |       |       |       |       |
| الترجي   | 1     | 4     | 1     | 3     | 3     | 1     | 1     | 1     | 1     | 2     | 1     | 3     | 2     | 1     | 1     | 1     | 1     |       |       |       |       |       |       |       |
| الإفريقي | 3     | 3     | 2     | 2     | 1     | 2     | 2     | 4     | 6     | 4     | 4     | 1     | 6     | 3     | 2     | 5     | 5     |       |       |       |       |       |       |       |

### مقارنة البطولات الدولية الفريقين
| المنافسة                                 | المنظم                        | معترف بها | الترجي الرياضي التونسي           | النادي الإفريقي             |
| ---------------------------------------- | ----------------------------- | --------- | -------------------------------- | --------------------------- |
| كأس العالم للأندية                       | الاتحاد الدولي لكرة القدم     | نعم       | المركز الخامس 2018               | –                           |
| الكأس الأفروآسيوية للأندية               | الاتحاد الدولي لكرة القدم     | نعم       | البطل (1) 1995                   | البطل (1) 1992              |
| دوري أبطال أفريقيا                       | الاتحاد الأفريقي لكرة القدم   | نعم       | البطل (4) 1994، 2011، 2018، 2019 | البطل (1) 1991              |
| كأس الكونفيدرالية الأفريقية              | الاتحاد الأفريقي لكرة القدم   | نعم       | دور المجموعات 2015               | الوصيف (1) 2011             |
| كأس السوبر الأفريقي                      | الاتحاد الأفريقي لكرة القدم   | نعم       | البطل (1) 1995                   | –                           |
| كأس الاتحاد الأفريقي للأندية             | الاتحاد الأفريقي لكرة القدم   | نعم       | البطل (1) 1997                   | النصف النهائي (1) 2003      |
| كأس الكؤوس الأفريقية                     | الاتحاد الأفريقي لكرة القدم   | نعم       | البطل (1) 1998                   | الوصيف (2) 1990، 1999       |
| كأس العرب للأندية الأبطال                | الاتحاد العربي لكرة القدم     | لا        | البطل (3) 1993، 2009، ¹2017      | البطل (1) 1997              |
| البطولة العربية للأندية الفائزة بالكؤوس  | الاتحاد العربي لكرة القدم     | لا        | –                                | البطل (1) 1995              |
| كأس السوبر العربي                        | الاتحاد العربي لكرة القدم     | لا        | البطل (1) 1996                   | الوصيف (1) 1998             |
| كأس شمال أفريقيا للأندية البطلة          | اتحاد شمال أفريقيا لكرة القدم | لا        | الوصيف (1) 2009                  | البطل (2) 2008، ¹2010       |
| كأس شمال أفريقيا للأندية الفائزة بالكؤوس | اتحاد شمال أفريقيا لكرة القدم | لا        | البطل (1) 2008                   | –                           |
| كأس سوبر شمال إفريقيا                    | اتحاد شمال أفريقيا لكرة القدم | لا        | الوصيف (1) 2010                  | –                           |
| الكأس المغاربية للأندية البطلة           | اتحاد شمال أفريقيا لكرة القدم | لا        | الوصيف (1) 1970                  | البطل (3) 1974، 1975، ¹1976 |
| الكأس المغاربية للأندية الفائزة بالكؤوس  | اتحاد شمال أفريقيا لكرة القدم | لا        | النصف النهائي (1) 1972           | البطل (1) 1971              |

- ¹: رقم قياسي

## المباراة الأخيرة
| النادي الإفريقي                    | 2 – 1                                              | الترجي الرياضي التونسي         |
| ---------------------------------- | -------------------------------------------------- | ------------------------------ |
| ياسين الشماخي 29' · منوبي حداد 57' | تقرير نقل تلفزي : الوطنية 1 / قنوات الكأس الرياضية | 43' سعد بقير · 90+3' فرانك كوم |

| النادي الإفريقي | الترجي |

| GK            | 26 | عاطف الدخيلي  |  |  |
| RB            | 28 | يوسف العياشي  |  |  |
| CB            | 3  | علي العابدي   |  |  |
| CB            | 29 | بلال العيفة   |  |  |
| LB            | 22 | حمزة العقربي  |  |  |
| RM            | 7  | أحمد خليل     |  |  |
| CM            | 4  | وسام بن يحيى  |  |  |
| CM            | 6  | غازي العيادي  |  |  |
| LM            | 11 | ياسين الشماخي |  |  |
| CF            | 18 | بلال الخفيفي  |  |  |
| CF            | 9  | وجدي الساحلي  |  |  |
| المدرب:       |    |               |  |  |
| فيكتور زفونكا |    |               |  |  |

| GK            | 1  | رامي الجريدي       |  |  |
| RB            | 22 | أيمن محمود         |  |  |
| CB            | 5  | محمد علي اليعقوبي  |  |  |
| CB            | 12 | سامح الدربالي      |  |  |
| LB            | 20 | حسين الربيع        |  |  |
| CM            | 30 | محمد علي بن رمضان  |  |  |
| CM            | 15 | محمد أمين المسكيني |  |  |
| RW            | 8  | آدم الرجايبي       |  |  |
| AM            | 25 | طيب المزياني       |  |  |
| LW            | 10 | سعد بقير           |  |  |
| CF            | 29 | طه ياسين الخنيسي   |  |  |
| المدرب:       |    |                    |  |  |
| معين الشعباني |    |                    |  |  |

|  | قواعد المباراة: - 90 دقيقة. - سبعة لاعبين على دكّة البدلاء، منهم ثلاثة تبديلات فقط. |